# Âne commun
Equus asinus · Âne domestique
Pour les articles homonymes, voir Âne (homonymie).
Espèce
L'Âne commun (Equus asinus ou Equus asinus asinus), appelé plus communément « Âne », est une espèce de mammifères herbivores et ongulés appartenant à la famille des équidés. Souvent comparé au cheval, l'âne a des caractéristiques morphologiques propres qui le différencient clairement de son cousin, ses longues oreilles étant son attribut le plus facilement identifiable. Ces dernières lui offrent une ouïe particulièrement fine, et qui, complétée par un large champ de vision et un odorat fort développé, lui permettent une bonne perception du monde qui l'entoure. Baudet est le nom donné au mâle reproducteur. Les femelles, appelées ânesses, mettent bas après douze mois de gestation un petit nommé ânon. Celui-ci peut se lever et courir peu de temps après sa naissance. L'âne peut également s'hybrider avec d'autres équidés, par exemple avec la jument pour donner naissance à un nouvel animal, le mulet.
L'âne commun est la forme domestique de l'Âne sauvage d'Afrique, qui a été domestiqué dans la vallée du Nil vers 5000 av. J.-C. et utilisé très tôt dans l'histoire pour le transport des individus et des biens. Des siècles durant, l'âne est un animal de transport et un outil agricole au service des hommes. Il permet l'essor du commerce et l'expansion de civilisations sur de grandes étendues, s'exportant du bassin méditerranéen vers l'Europe, puis vers les Amériques. Dans chaque pays, il remplit à moindre coût les mêmes fonctions que le cheval. Les paysans les plus pauvres le préfèrent en effet au cheval car il se contente de peu sur le plan alimentaire, d'où son surnom de « cheval du pauvre ».
Si sa principale utilisation dans le monde est toujours liée au travail, dans les pays développés il est plutôt reconnu comme animal de loisirs ou de compagnie. Les évolutions de la population asine dans le monde sont ainsi liées à la place de l’âne dans les sociétés. La plupart des ânes n'appartiennent à aucune race particulière, mais cette notion prend toute son importance dans les régions à faibles effectifs, où la sauvegarde des races asines est organisée au sein d’associations, se faisant reflet de la richesse des territoires ruraux. L'âne commun a également formé des populations vivant à l'état sauvage en Australie et en Amérique. C'est le phénomène du marronnage.
Injustement décrit comme « bête » et « têtu », l'âne a très tôt été utilisé comme symbole : on trouve sa présence dans les mythes, les légendes, les fables, les religions et toutes les formes d'art. S’il personnifie souvent la bêtise, la débauche et l'entêtement, c’est également un exemple d’humilité et de patience.

## Description

### Anatomie

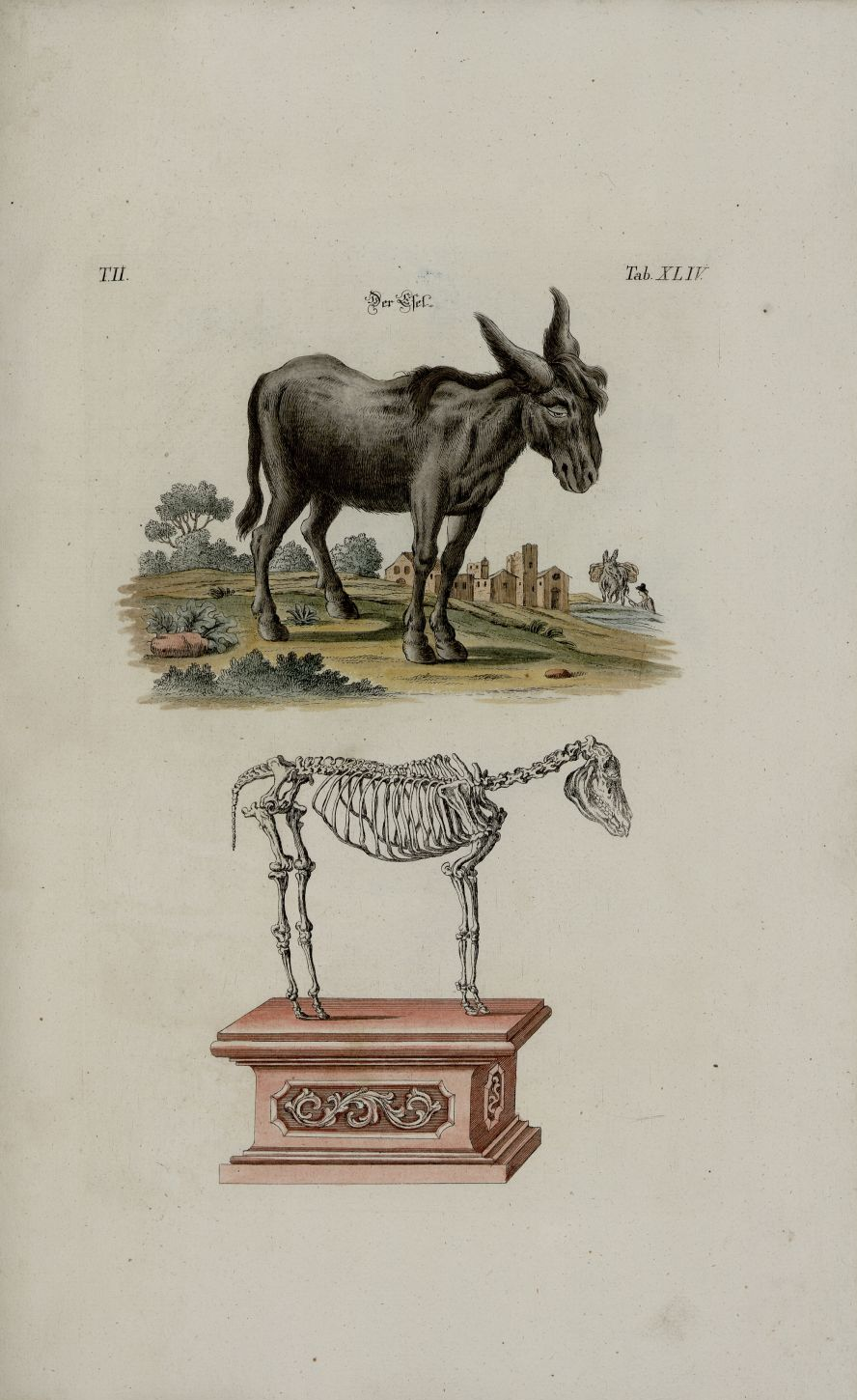
Gravure de l'anatomie d'un âne dans un ouvrage allemand de 1752.

La taille de l'âne commun est extrêmement variable et permet de catégoriser les sujets : les grands ânes mesurent plus d'1,30 m au garrot et peuvent parfois dépasser les 1,60 m ; les ânes de taille moyenne ont une taille comprise entre 1,10 et 1,30 m ; les ânes de petite taille mesurent entre 90 cm et 1,10 m ; et enfin les ânes miniatures mesurent moins de 70 cm. Il en est de même pour le poids, celui-ci s'étendant sur une large plage allant de 70 kg pour les races naines à plus de 500 kg pour les grandes races, comme le baudet du Poitou.
Comme pour le cheval, l'anatomie de l'âne se compose de trois parties externes principales : l'avant-main, le corps et l'arrière-main.

#### Avant-main

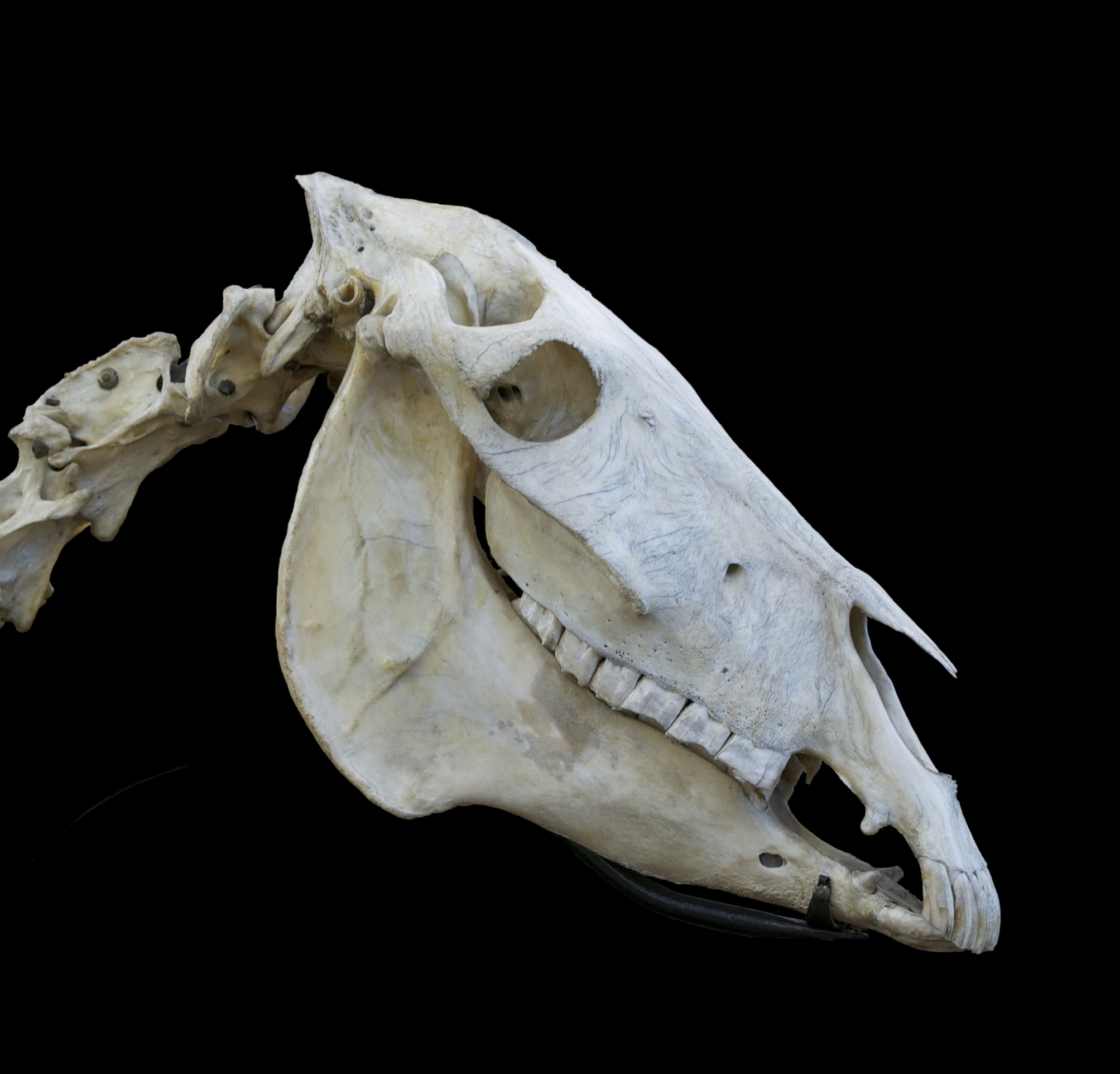
Crâne d'un Equus asinus.

L'avant-main est composée de la tête, de l'encolure et des membres antérieurs. L'âne commun possède une tête très expressive. Sa caractéristique la plus reconnaissable et également la plus emblématique sont ses oreilles. Celles-ci sont longues, pointues et recouvertes de poils. Leur taille représente généralement la moitié de la longueur de la tête. De par la grandeur des pavillons, elles offrent une ouïe fine à l'animal. Mais elles ont également une action thermorégulatrice qui permet à l'âne de limiter la transpiration et de supporter de fortes chaleurs. Le chanfrein, s'étendant du front jusqu'au bout du nez, est assez large. L'âne peut présenter en fonction de l'individu un profil concave ou convexe. Le bout du nez est souvent dépigmenté ou clair. Dans de rares cas, il peut également être noir ou gris. Les naseaux sont larges pour assurer une bonne respiration. Les yeux sont clairs, grands et expressifs. Comme pour tous les équidés, l'âne possède entre 38 et 42 dents : pour chaque mâchoire 6 incisives, 2 crochets qui sont très souvent absents chez les ânesses, 6 molaires et parfois 7 prémolaires. Elles sont constituées d'ivoire, d'émail et de cément. Leur degré d'usure permet de connaître approximativement l'âge d'un animal. L'encolure est assez large. Les lignes supérieures et inférieures du cou sont droites. Ce dernier se rétrécit vers la tête. Le poitrail est généralement plat et ses épaules sont droites et plaquées. Les membres antérieurs sont composés du bras, du coude, de l'avant-bras, du genou, du canon, du boulet, du paturon, de la couronne et du pied. Ce dernier est constitué d'une corne très dure et très résistante.

#### Corps
Le corps correspond au tronc de l'animal. Il est composé du garrot, du dos et des reins pour la partie haute de l'animal, et du ventre et de la cage thoracique pour la partie basse. Le garrot est formé par les apophyses assez saillantes des premières vertèbres dorsales. La colonne vertébrale est constituée de sept vertèbres cervicales, suivies de 18 vertèbres dorsales qui portent les 18 côtes formant la cage thoracique, puis cinq vertèbres lombaires, cinq vertèbres sacrales et 15 à 17 vertèbres caudales. Un dos court et large est recherché chez l'animal assurant la puissance des membres postérieurs pour le premier et une bonne capacité respiratoire pour le second.

#### Arrière-main
L'arrière-main de l'âne comprend la croupe, les hanches et les membres postérieurs. La croupe assure un effet de levier entre les os et les muscles du bassin et ceux du fémur. Plus elle est longue, large et musclée, plus elle est puissante. Le point le plus haut de la croupe n'est pas plus haut que le garrot. Les membres postérieurs sont composés de la fesse, de la cuisse, du grasset, de la jambe, du jarret, du canon, du boulet, du paturon et du pied. Le jarret est bien musclé car il permet la transmission de l'arrière-main vers l'avant et le paturon n'est pas trop long.

### Robe

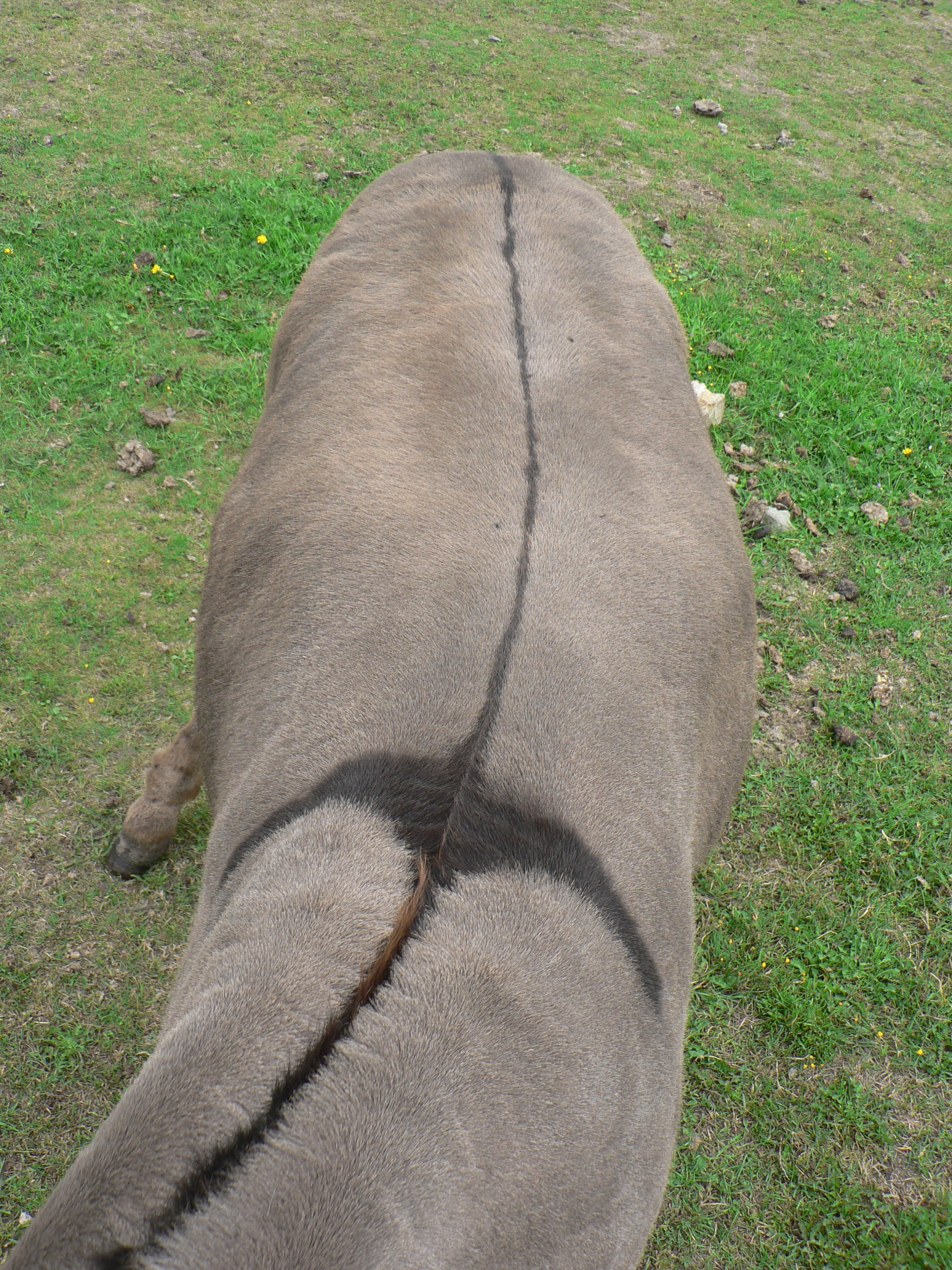
Gros plan de la Croix de Saint-André sur le garrot de l'animal.

Plusieurs robes sont visibles chez l'âne commun. Les robes dites « simples » correspondent à un pelage d'une couleur unie. Ces robes sont assez rares à l'exception de la robe blanche chez l'âne blanc d'Égypte lui permettant de mieux supporter la chaleur par réflexion. Les robes « composées » sont constituées de poils et de crins de deux couleurs différentes. Ces robes se rencontrent beaucoup plus fréquemment chez l'âne et sont caractéristiques chez plusieurs races, par exemple le gris cendré chez l'âne de Provence, le bai chez l'âne normand ou encore le pie chez l'âne pie d'Irlande. L'âne possède également un certain nombre de marques présentes chez certaines races et qui viennent s'ajouter à la robe de base. Dans ces adjonctions, la plus fréquemment rencontrée est la « raie de mulet » qui est composée de poils sombres suivant la colonne vertébrale. La raie ou bande « scapulaire » relie, elle, les deux épaules. L'association de ces deux raies forme une « raie cruciale », appelée également « croix de Saint-André ». Le ventre et le bout du nez peuvent également être dépigmentés. Un bout du nez noir sera dit « bouchard », un gris « biche », un roux « renard ». Des zébrures faisant ou non le tour du membre peuvent également apparaître. Enfin, le tour de l'œil peut présenter des « lunettes » c'est-à-dire une zone de poils de couleur différente de la robe de base,.

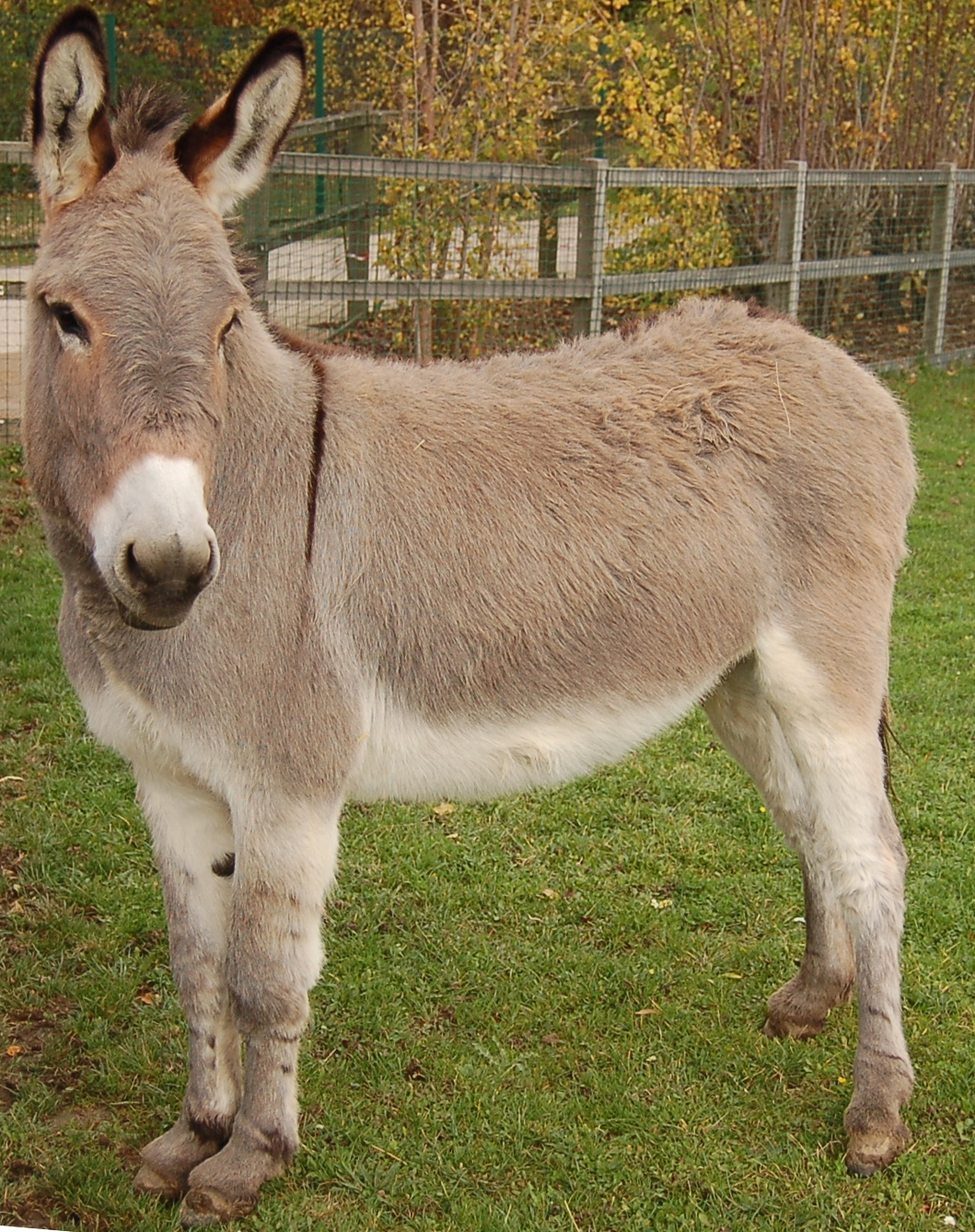
Âne gris.
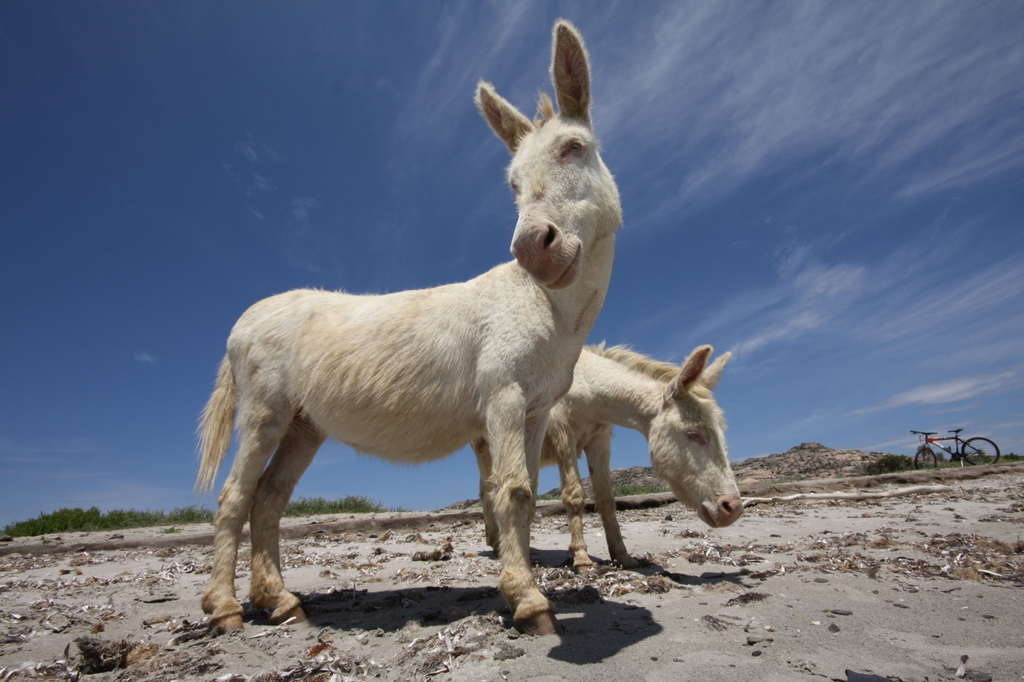
Âne blanc albinos.
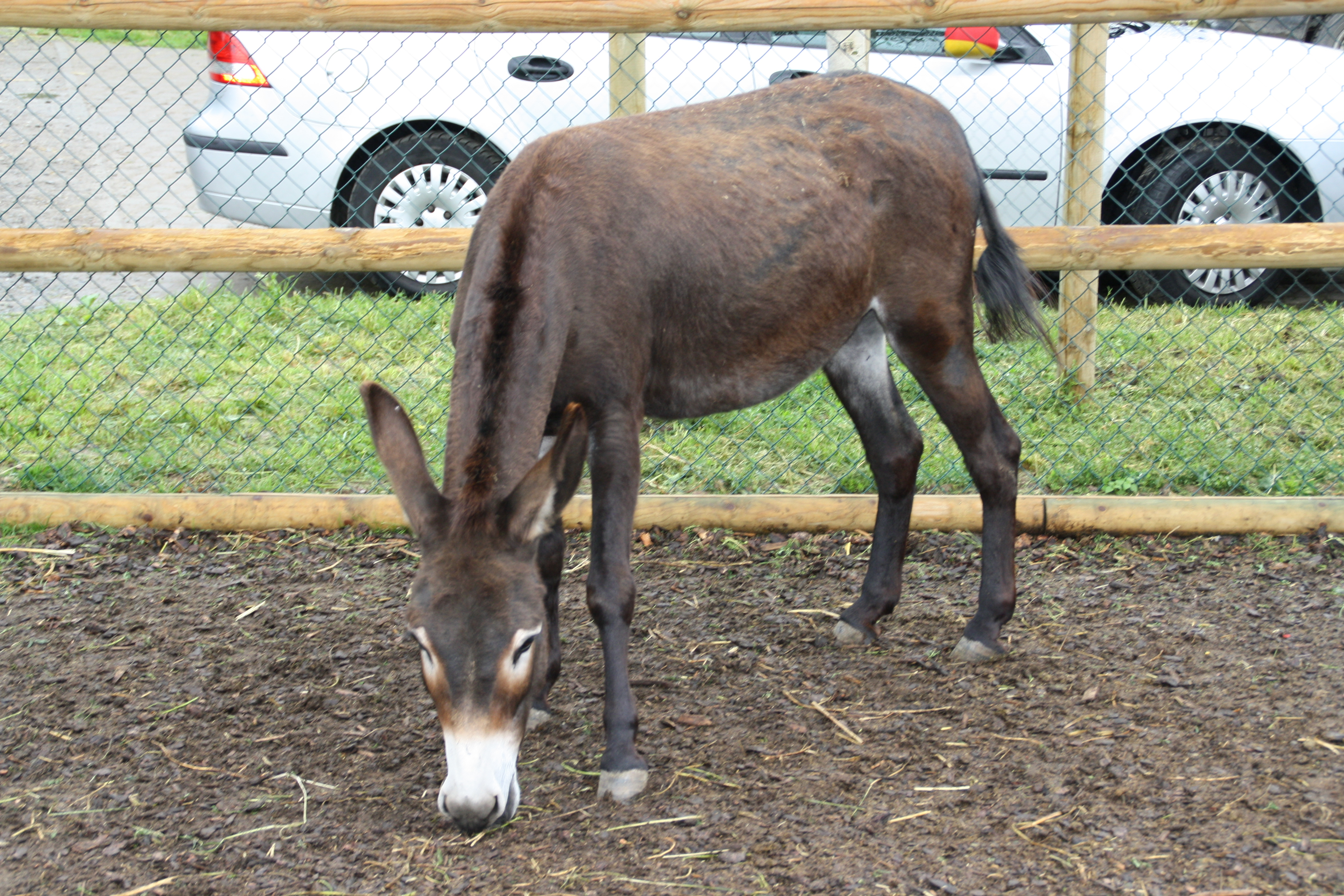
Âne bai.
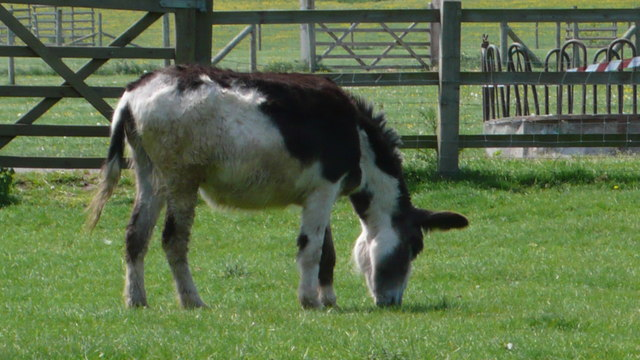
Âne pie.

### Allures et mouvements

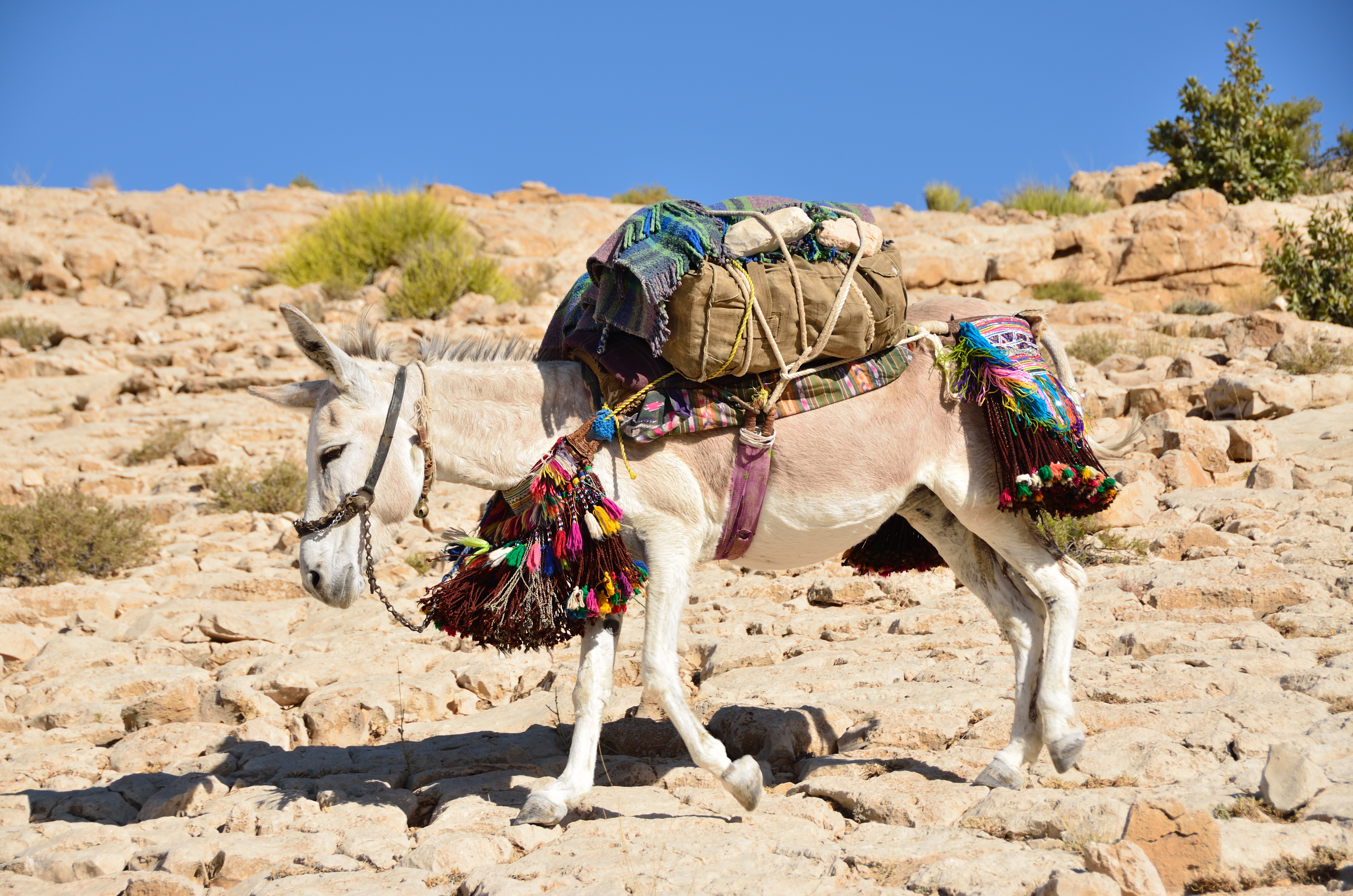
Âne amblant en Oman.

Les différentes façons dont l'âne se meut sont nommées allures. L'âne en possède naturellement trois : le pas, le trot et le galop. Le pas est une allure marchée diagonale à quatre temps. Chaque membre effectue successivement une phase d'appui puis de soutien par ordre diagonal opposé. C'est l'allure la moins fatigante pour un animal. Le trot est une allure sautée à deux temps où les deux bipèdes diagonaux passent tour à tour d'une phase d'appui à une phase de soutien. Entre deux appuis, il existe une phase de suspension. C'est une allure rapide, peu contraignante physiquement. Néanmoins, le trot est peu pratiqué par l'âne à l'état naturel,. Le galop est la plus rapide des allures. C'est une allure diagonale sautée à trois temps,. Mais elle n'est pas particulièrement rapide chez l'âne. Le galop de l'âne est en effet généralement inharmonieux et désuni. L'âne se déplace à une vitesse moyenne de 4 à 6 km/h au pas, de 7 à 12 km/h au trot et de 13 à 25 km/h au galop.
L'amble est une allure particulière qui est aussi présente chez l'âne. Dans cette allure à deux temps, le membre antérieur et le membre postérieur d'un même côté se déplacent en même temps. Cette allure est innée chez beaucoup d'ânes mais elle peut également être acquise par le dressage.

### Perceptions sensorielles

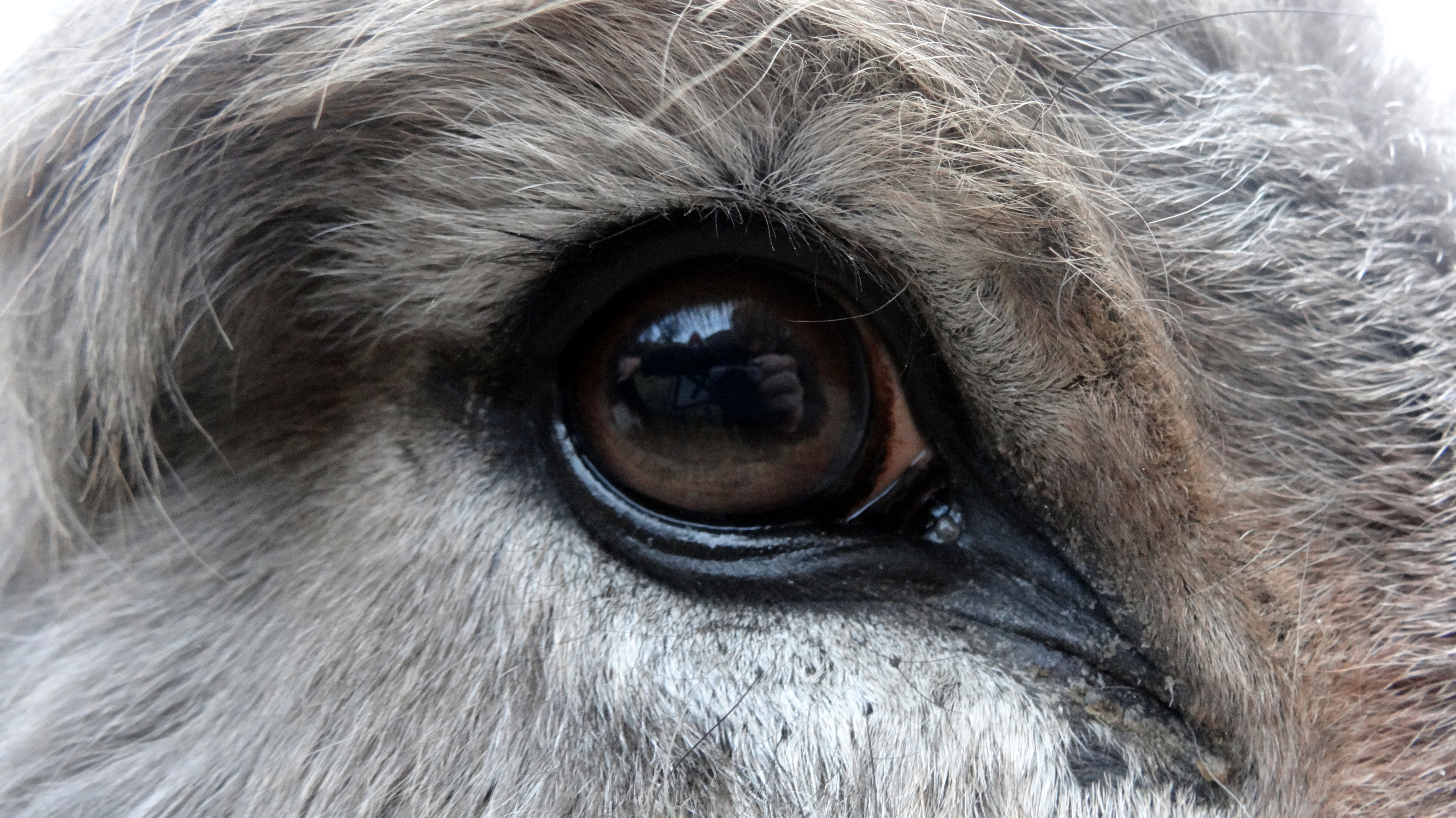
L’œil d'un âne

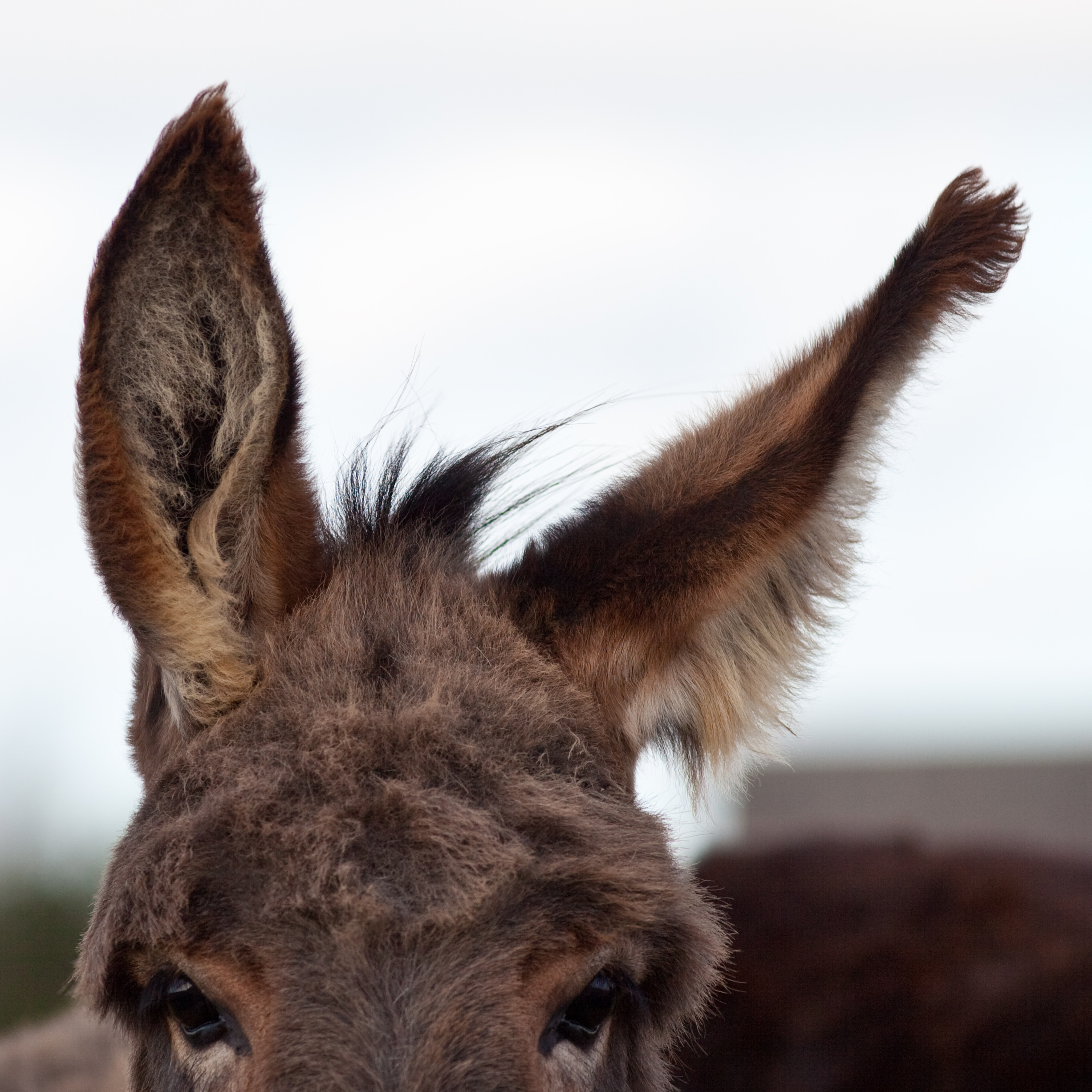
Les oreilles de l'âne peuvent pivoter indépendamment à 180°.

L'âne possède cinq sens lui permettant de percevoir l'environnement dans lequel il évolue. Son ouïe est particulièrement fine. Ses oreilles peuvent pivoter de façon indépendante à 180°, ce qui lui permet de percevoir les sons tout autour de lui. La vision de l'âne n'est pas très précise mais elle couvre un champ d'environ 355°, assurant ainsi la perception du moindre mouvement. Son odorat est très développé ce qui lui permet d'appréhender sa nourriture et de prendre contact avec les êtres vivants qui l'entourent. L'organe de Jacobson lui permet également de percevoir les phéromones afin de s'accoupler. Très associé à l'odorat, le goût est assez fin chez l'âne. Il est très méfiant des aliments inconnus et n'hésite pas à recracher en cas de doute. Le toucher est présent sur l'ensemble du corps de l'animal, mais ce sont ses lèvres qui participent au toucher actif. Elles permettent de percevoir nourriture, objets et êtres vivants.

### Tempérament
Le tempérament de l'âne est lié à ses origines et à celui de ses ancêtres vivant dans les régions désertiques. La fuite lui étant impossible, il a appris à observer, analyser et à trouver des solutions par ses propres moyens. L'âne est donc un animal très prudent, mais ce trait de caractère est également à l'origine de sa réputation d'animal têtu. S'il juge un passage dangereux, et qu'il n'a pas confiance en son maître, il refusera d'avancer aveuglément et ceci malgré les coups.

### Longévité
La durée de vie d'un âne domestique peut dépasser 50 ans avec une moyenne à 47 ans.

## Écologie et comportement

### Comportement social

#### Structure sociale

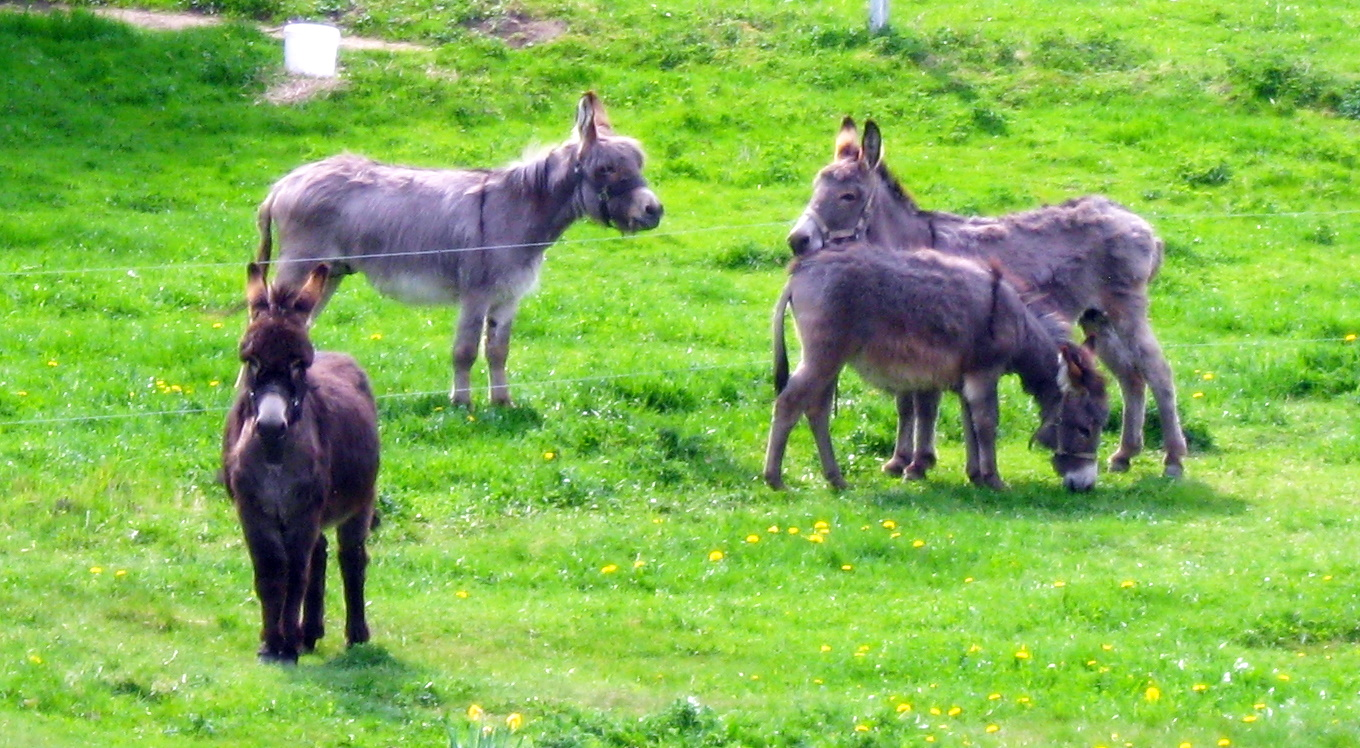
L'âne est un animal grégaire.

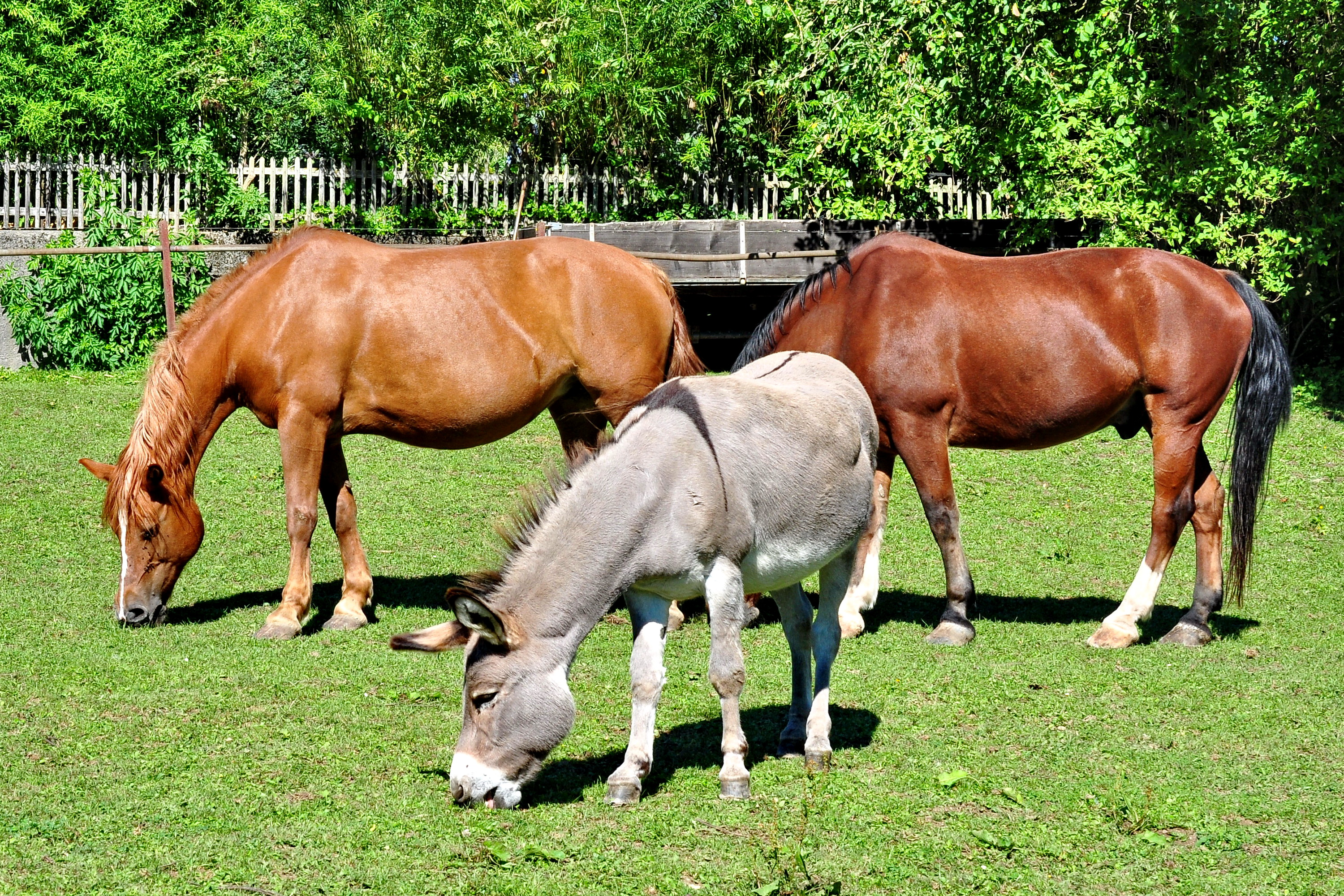
L'âne domestique peut cohabiter avec les chevaux.

À l'état sauvage, les ânes vivent avec leurs congénères dans des groupes sexués à tendance matriarcale. Le groupe de base est composé d'ânesses avec leurs petits. Les jeunes mâles forment un autre groupe distinct et les mâles adultes se tiennent à l'écart. La réunion de plusieurs groupes forme un troupeau. La taille de ce dernier est fonction de la superficie habitable et des disponibilités en eau et en nourriture. Le troupeau fonctionne à l'unisson, se nourrissant, s'abreuvant et se reposant en même temps. La vie collective se déroule avec peu de heurts, les contacts entre groupes se déroulant généralement de façon paisible. Seule la période de reproduction est l'occasion de violents combats où les rivalités entre mâles se déclarent ouvertement. Chaque mâle s'approprie en effet son territoire qu'il délimite en le marquant de son empreinte olfactive. Ces marques peuvent être réalisées avec de l'urine, du crottin ou des branches auxquelles il se frotte.
Chez l'âne domestique, les rapports entre les individus dépendent du degré de sympathie éprouvé. Il en est ainsi chez les ânesses et les ânes castrés. Les mâles ont en revanche un fort instinct les poussant à exercer leur sens et leur force. Le fait de garder un âne entier ne se justifie donc que dans le cas où l'on souhaite le faire reproduire.
L'âne est un animal grégaire. Il ne supporte pas la solitude et toute séparation est source de grande inquiétude. Il peut néanmoins lier des rapports d'amitié avec d'autres équidés ou avec d'autres animaux comme la chèvre et le mouton,.

#### Communication

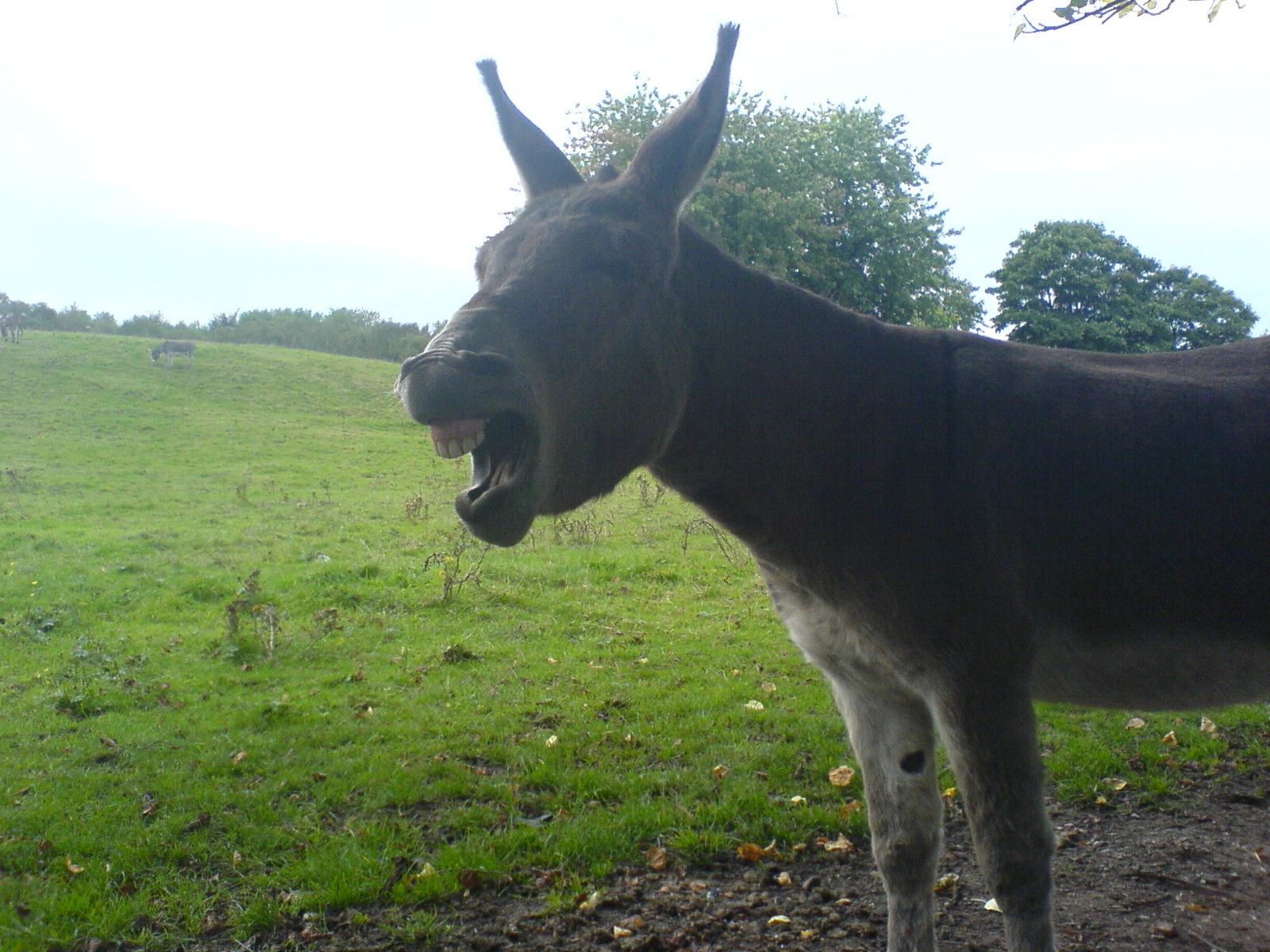
Un âne en train de braire.

La communication entre ânes se fait sur une palette de langage corporel, de mimiques et d'expressions sonores. L'urine et les excréments apportent également de nombreuses informations utiles.
Le langage corporel s'exprime par différentes attitudes et actions qui composent les relations entre ânes. Ainsi des signes d'affection se montrent par des frottements, des mordillements ou des léchages mutuels. Et à l'opposé, les signes d'agressivité s'expriment par des regards menaçants, des oreilles couchées et un fouettement de la queue. Si le conflit s'envenime, il n'est pas rare de voir des ânes taper du sabot, se mordre, se poursuivre ou s'élancer l'un vers l'autre. Le fait de chevaucher un autre âne hors période d'accouplement est également un signe de domination.
Les mimiques et expressions sont nombreuses chez l'âne. Les mouvements et positions des oreilles sont sans doute les éléments les plus facilement identifiables. Mais les yeux, le museau et la position de la tête sont aussi des indications sur les intentions d'un individu.
Si l'âne s'exprime régulièrement au moyen de gémissements, de grognements, de soupirs ou de soufflements, sa vocalise la plus populaire est son braiement et son « hi-han » caractéristique. Le braiement de l'âne est constitué d'une succession de sons alternativement aigus et graves. Les sons aigus naissent dans l'inspiration et les sons graves dans l'expiration. Les sons les plus forts et les plus graves terminent le braiement. Lorsqu'il brait, l'âne présente des naseaux dilatés et une queue tendue. Il comprime ses flancs pour expulser l'air. D'après Buffon, le cri de l'ânesse est clair et perçant, et celui du hongre plus bas que celui de l'âne entier,. L'âne brait rarement si ce n'est en période de reproduction, pour saluer, par faim ou en signe de protestation,. Ce cri rauque est perçu comme très désagréable par l'homme. Dans certaines régions d'Afrique du Nord, on incise les naseaux des ânes pour les empêcher de braire. Cette technique a également été utilisée pendant la Première Guerre mondiale sur les ânes ravitaillant les tranchées afin qu'ils ne se fassent pas repérer.

### Alimentation

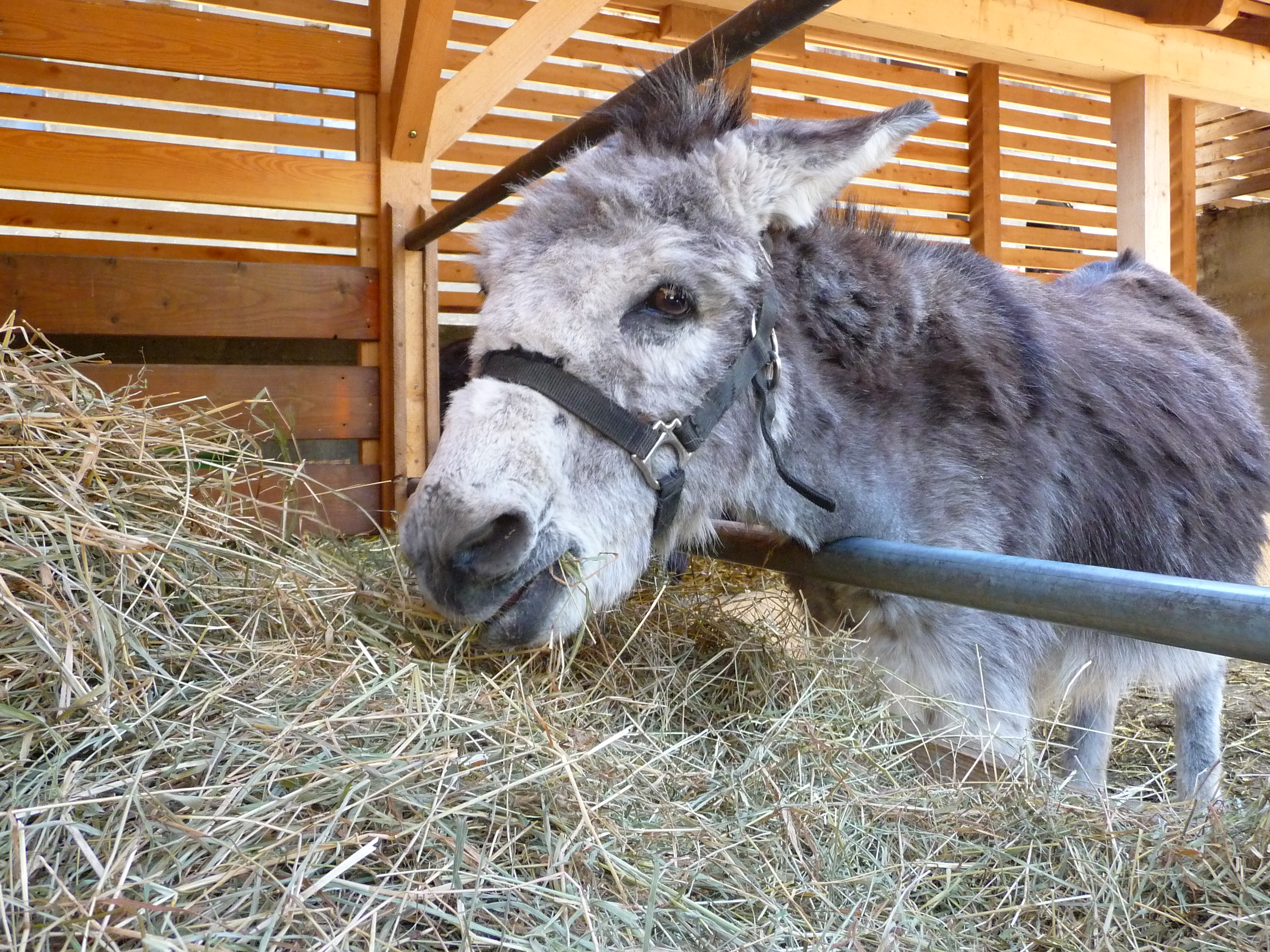
Âne mangeant du foin dans un râtelier.

Les ânes sont des herbivores, mais non-ruminants. Ils ne disposent donc que d’un seul estomac, un peu comme l’être humain. Toutefois, contrairement à ce dernier, cet estomac est capable de digérer les fibres végétales qui proviennent de l’herbe et du foin. Contrairement aux ruminants, cette digestion des fibres végétales ne se fait pas grâce à un estomac avec plusieurs poches, mais par une fermentation par micro-organismes. Ce processus se déroule dans la partie du système digestif appelée cæcum, et elle aboutit à la décomposition de la cellulose, principal composant des fibres végétales
. Avec un intestin plus court et d'un diamètre plus gros que celui du cheval, l'âne est capable de digérer des fourrages plus grossiers. Son estomac possédant un volume n'excédant pas 12 à 15 litres, il ne peut supporter l'absorption de grandes quantités d'aliments à intervalles espacés. Il doit pouvoir s'alimenter régulièrement de petites quantités. Son régime alimentaire doit être pauvre en protéines, en sucres et en amidon mais riches en fibres. Même s'il est capable de supporter une certaine déshydratation, il doit pouvoir être abreuvé régulièrement, sa consommation d'eau variant entre 10 et 15 litres par jour. Dans les pays en voie de développement, l'âne supporte des conditions d'existence parfois très difficiles, mais son alimentation se rapproche de celle à l'état naturel où l'âne intègre en continu de petites quantités de plantes riches en fibre. Dans les pays développés, l'âne est plutôt sujet à la suralimentation, qui entraine fourbure et coliques. Un régime de base pour un âne est constitué d'herbe en toute saison et de foin en hiver ou si le terrain est trop pauvre. Il peut également être complémenté par des céréales et des compléments minéraux dans le cas d'un travail intensif, en fin de gestation ou durant la période d'allaitement pour les ânesses,.

### Reproduction

#### Cycle sexuel
Le baudet et l'ânesse manifestent une activité sexuelle dès l'âge d'un an, mais en élevage il est peu conseillé de faire se reproduire des ânes avant l'âge de trois ans. La saison de reproduction s'étale généralement de la fin février à la fin août, l'excitation sexuelle du baudet croissant avec l'allongement des jours et les ovaires de l'ânesse entrant en activité au printemps après une période d'anœstrus hivernale. C'est pourquoi de nombreux ânons naissent au printemps ou au début de l'été. Les chaleurs se déclenchent chez l'ânesse en moyenne tous les 21 jours et durent environ une semaine. Le baudet peut effectuer des saillies tout au long de l'année.

#### Accouplement

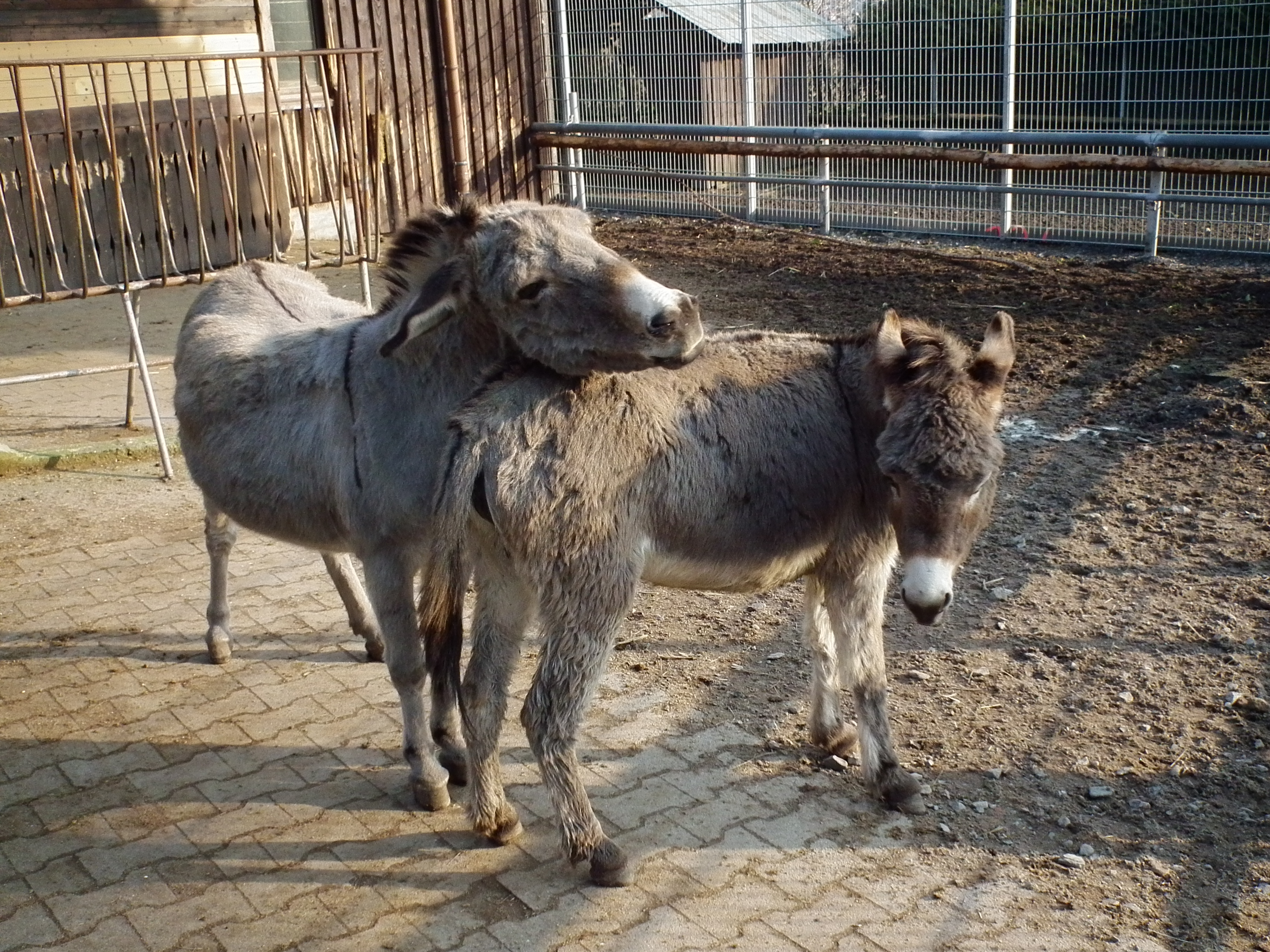
La parade amoureuse est assez longue chez l'âne.

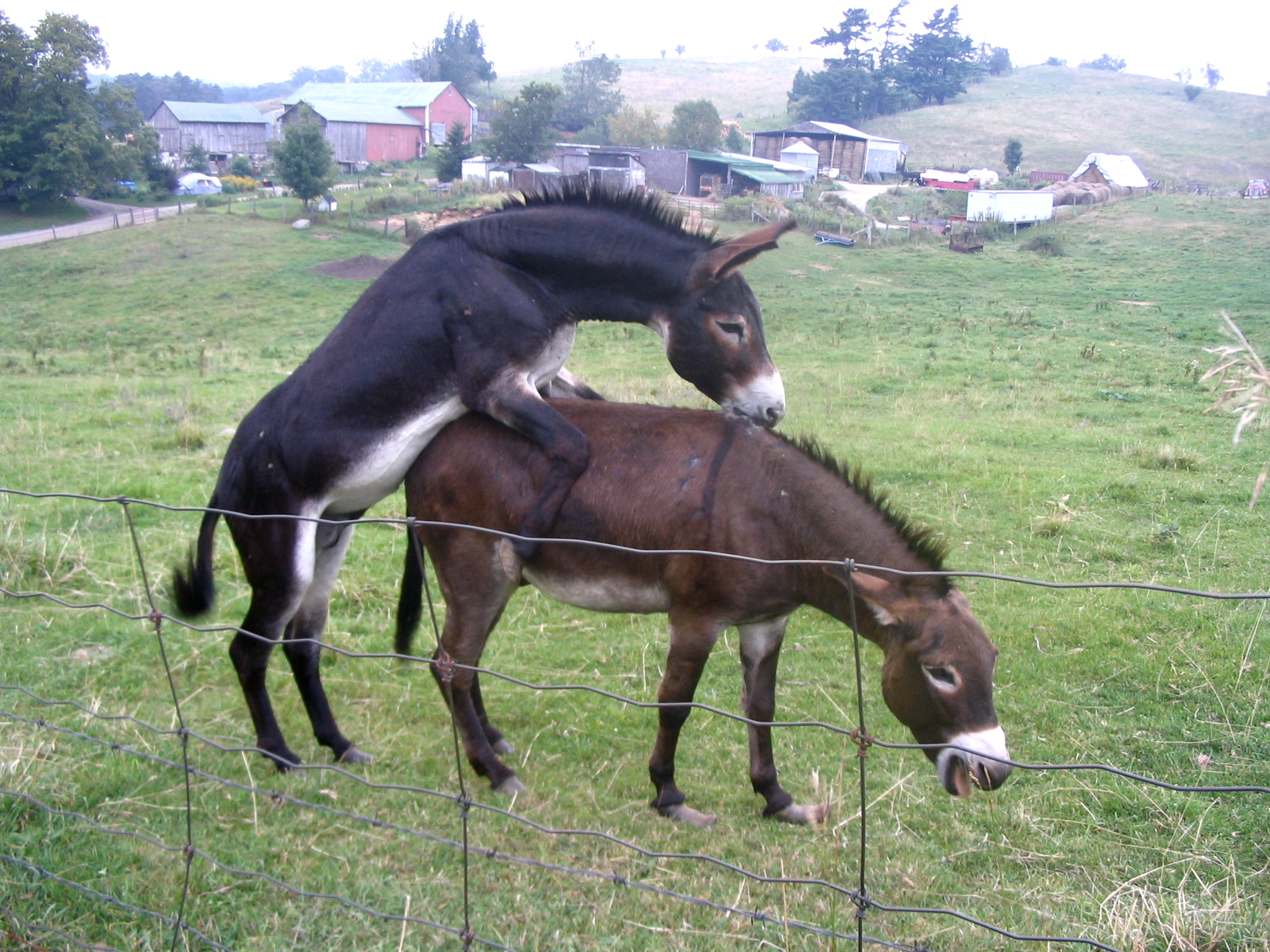
Le baudet chevauche plusieurs fois l'ânesse sans érection.

L'âne est réputé pour avoir une sexualité ardente et démonstrative. Très liée à son comportement territorial, elle s'exprime par une certaine agressivité sexuelle. Certains baudets peuvent ainsi courser une ânesse jusqu'à épuisement ou la mordre violemment. Les préliminaires à l'accouplement sont assez longs chez l'âne. Ils débutent généralement par un flehmen permettant au baudet de sentir les phéromones de la femelle en chaleur. Le baudet vient ensuite se coller à l'ânesse, joue parfois à se frotter à son encolure, la mordille et la chevauche plusieurs fois sans qu'il y ait érection. L'ânesse, quant à elle, « mâche » et couche ses oreilles en arrière à chaque chevauchée. Plusieurs périodes se succèdent espacées par des pauses ou le mâle broute dans son coin. L'ânesse appelle le mâle. C'est d'ailleurs l'une des rares occasions où une ânesse s'exprime par braiement. Chaque nouvelle chevauchée du mâle s'accompagne généralement d'un braiement motivé. L'ânesse peut également présenter des « clignotements clitoridiens », c'est-à-dire des contractions vulvaires répétées découvrant le clitoris. Après quelque temps, le baudet présente une érection véritable et se dirige vers l'ânesse pour la saillir.

#### Techniques utilisées
Si dans la nature l'accouplement suit des étapes bien précises, du fait de la domestication, l'homme utilise diverses techniques pour faire reproduire ses animaux. Il peut ainsi sélectionner les reproducteurs qu'il désire et chercher à obtenir les meilleurs sujets.

##### Monte en liberté
La monte en liberté est soit le nom utilisé pour désigner les ânes qui se reproduisent à l'état semi-sauvage avec un contrôle minimal de l'homme, soit l'introduction d'un baudet dans un vaste enclos où se trouvent une ou plusieurs ânesses en chaleur. Cette pratique offre généralement un bon taux de fécondité, mais elle n'est pas sans inconvénient. Un risque important de blessure est en effet à prendre en compte. Cette méthode limite également le choix d'un seul baudet sur la saison de monte et il faut également s'assurer que la femelle dominante n'empêche pas le mâle d'honorer les autres femelles.

##### Monte en main
La monte en main consiste à présenter à une ânesse, au moment de ses chaleurs, un baudet tenu en main. L'ânesse est généralement entravée afin de ne pas blesser le baudet et elle peut aussi porter un protège garrot ou une couverture pour que le baudet ne la blesse pas par ses morsures. Après un laps de temps nécessaire aux préliminaires, le baudet est amené au pas face à la croupe de l'ânesse. Une fois l'ânesse chevauchée, c'est l'étalonnier qui guide le pénis du baudet vers le vagin de l'ânesse.

##### Insémination artificielle
Depuis le début des années 1980, la fécondation par insémination artificielle s'est fortement développée. Cette technique permet aux éleveurs de disposer facilement d'un large choix de géniteurs mâles pour leurs ânesses. On distingue deux types d'insémination artificielle : celle en sperme frais et celle en sperme congelé. L'insémination en sperme frais doit se faire dans les cinq minutes suivant le prélèvement au moyen d'une grande seringue. Le sperme frais peut également être réfrigéré et conservé à 4 °C. Il doit dans ce cas être utilisé dans les 12 à 24 heures. Le sperme congelé est quant à lui conservé sous forme de paillette dans de l'azote liquide et permet une conservation à très long terme.

#### Gestation
La durée de gestation de l'ânesse est en moyenne de 365 jours. La mise en place de la circulation sanguine s'effectue entre le deuxième et le cinquième mois. Chez le fœtus, la prise de poids devient conséquente entre le sixième et le septième mois. Et c'est au neuvième mois qu'il atteint la moitié du poids qu'il aura à la naissance. Les trois derniers mois terminent de le former.

#### Mise bas

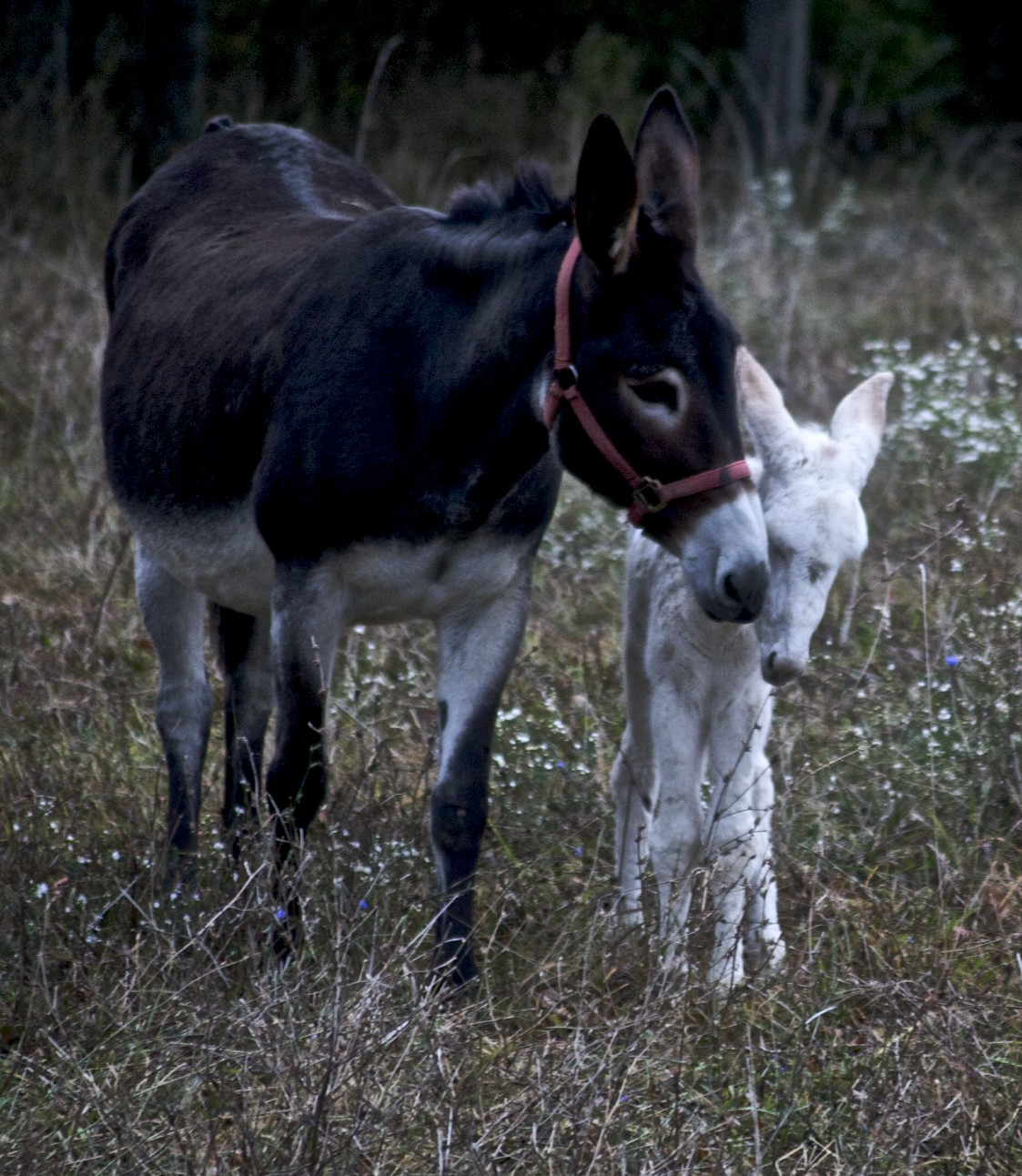
Ânesse et son petit.

Plusieurs signes annoncent la prochaine mise bas d'une ânesse : ses mamelles se gonflent, des bouchons de liquide cireux se forment à l'extrémité des tétines, les muscles situés entre la croupe et la queue se détachent, puis la vulve commence à se relâcher. La parturition s'effectue en moyenne en 15 à 20 minutes. L'ânon se présente généralement de face, les membres antérieurs vers l'avant, la tête reposant dessus. Toute autre présentation nécessite une intervention humaine voire celle d'un vétérinaire. Une fois l'ânon né, l'ânesse reste couchée pour se reposer. Le cordon ombilical se rompt de lui-même après une vingtaine de minutes lorsque l'ânesse ou l'ânon se redresse. L'ânesse lèche ensuite son petit afin de reconnaître par imprégnation son odeur. L'ânon marche généralement dans les deux heures suivant la naissance, et doit téter le colostrum de sa mère pour la constitution de ses anticorps.
L'ânesse donne naissance à un seul ânon à la fois, sauf exception, généralement au printemps. Des ovulations multiples sont cependant plus nombreuses chez l'ânesse que chez la jument. Une très grande majorité se résorbe spontanément dans les mois suivant la fécondation, mais davantage de jumeaux peuvent arriver à terme chez les ânesses que chez les juments.

#### Hybrides
L'âne peut s'hybrider avec d'autres équidés. Le produit d'un baudet et d'une jument est un « mulet » ou une « mule », celui d'un étalon et d'une ânesse est un « bardot », et celui d'un âne et d'un zèbre est nommé « zébrâne ».
Les animaux hybrides ont la particularité d'être généralement stériles. Ils présentent un nombre de chromosomes exactement intermédiaire entre celui des deux espèces parentales.

##### Mulet

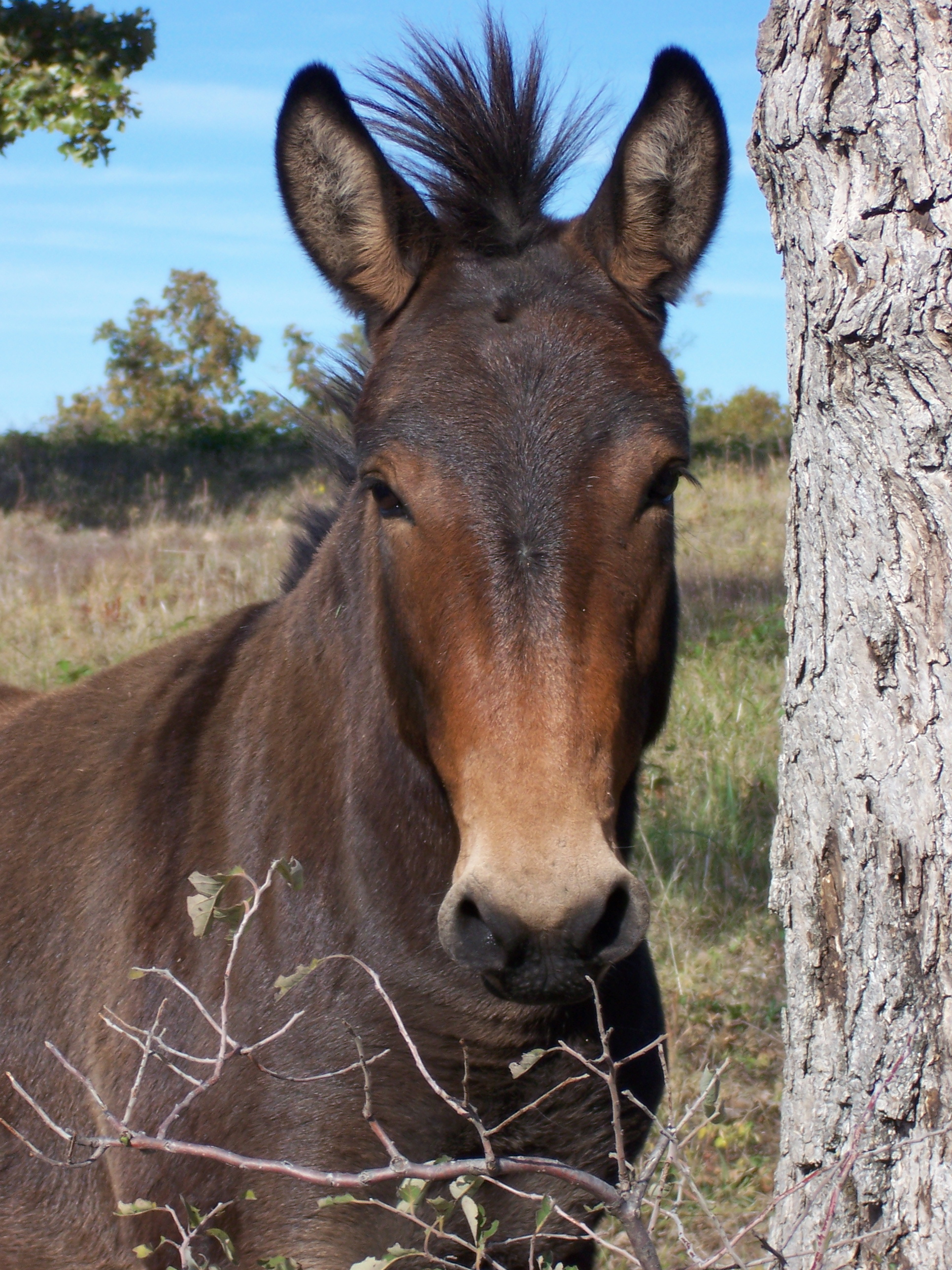
Un mulet dans l'Oklahoma, aux États-Unis.

Le mulet présente les caractéristiques de ses deux parents. D'une taille intermédiaire entre le baudet et la jument, il possède d'un côté la force du cheval et de l'autre la robustesse et la rusticité de l'âne.
Généralement stériles, ils sont réputés résistants, le pied sûr, endurant, courageux et intelligents, ce qui en fait un animal de bât idéal, particulièrement apprécié sur les sentiers de montagne.
Les croisements ânes et chevaux remontent à l'antiquité et se sont largement répandus depuis le Ve siècle jusqu'à nos jours.
En France, au XIXe siècle, l'industrie mulassière est des plus florissantes. Très réputé à l'étranger, le mulet s'exporte en Suisse, en Allemagne, en Italie, en Espagne, au Portugal, dans les pays nordiques et également en Amérique. Le développement de l'élevage français se fait sur plusieurs zones géographiques : le Poitou, où les mules poitevines sont puissantes et de grandes tailles, le Dauphiné, le Massif central et les Pyrénées, où la mule des Pyrénées est plutôt utilisée pour les travaux légers et pour un usage de luxe. Son déclin s'amorce au début de XXe siècle avec l'arrivée de la motorisation.

##### Bardot
Plus petit que le mulet mais d'une apparence similaire, le bardot possède une morphologie plus proche de celle du cheval. Mais il ne possède ni sa force, ni le caractère placide de l'âne. Moins résistant, il a également une santé plus fragile. De plus il s'agit d'un croisement biologiquement difficile à obtenir, la fécondité des ânesses étant inférieure à celle des juments,.
Avec ces caractéristiques, le bardot est un animal peu rentable, et de ce fait, il est peu apprécié. Les sujets nés de cet accouplement sont donc très souvent des « accidents de pâture ».

##### Zébrâne

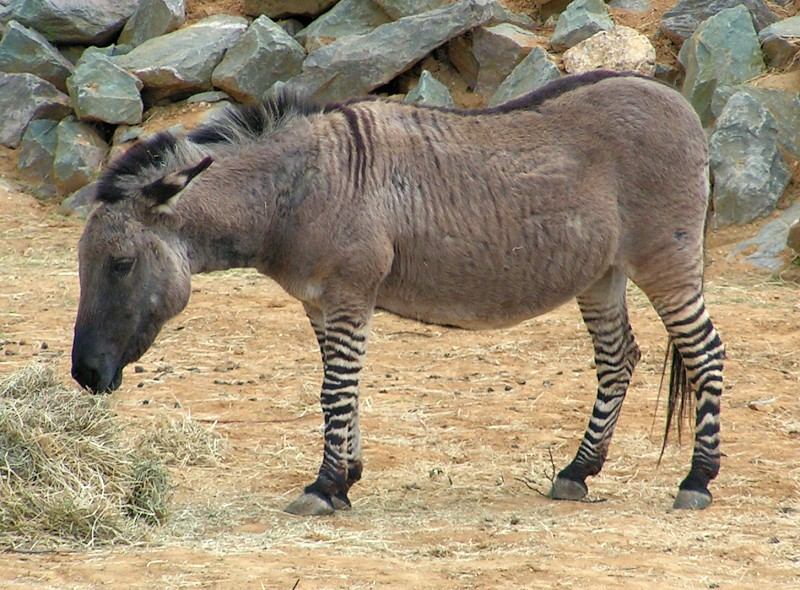
Un zébrâne au zoo de Colchester en Angleterre.

Le zébrâne, croisement d'un âne et d'un zèbre, appartenant donc au groupe des zébroïdes, présente une robe marron avec des rayures très prononcées sur les membres et sur l'arrière-main. Des rayures sont également présentes sur le reste du corps, mais de façon beaucoup plus discrète.
Cet hybride présente un intérêt utilitaire très limité pour l'homme, il est assez rare.

## Maladies et parasites

### Maladies
L'âne commun est un animal rustique, robuste et peu sujet aux maladies. Néanmoins, il peut rencontrer des problèmes médicaux communs à l'ensemble des équidés. Parmi les maladies les plus courantes chez l'âne se trouvent l'hyperlipémie, les maladies respiratoires, les coliques et les sarcoïdes. Dans les problèmes de santé de moindre importance, mais à ne pas négliger, on trouve la photosensibilisation qui peut provoquer de graves brûlures sur les parties claires de l'animal comme le bout du nez et la pelade qui se caractérise par de grandes plaques dénudées.

### Parasites

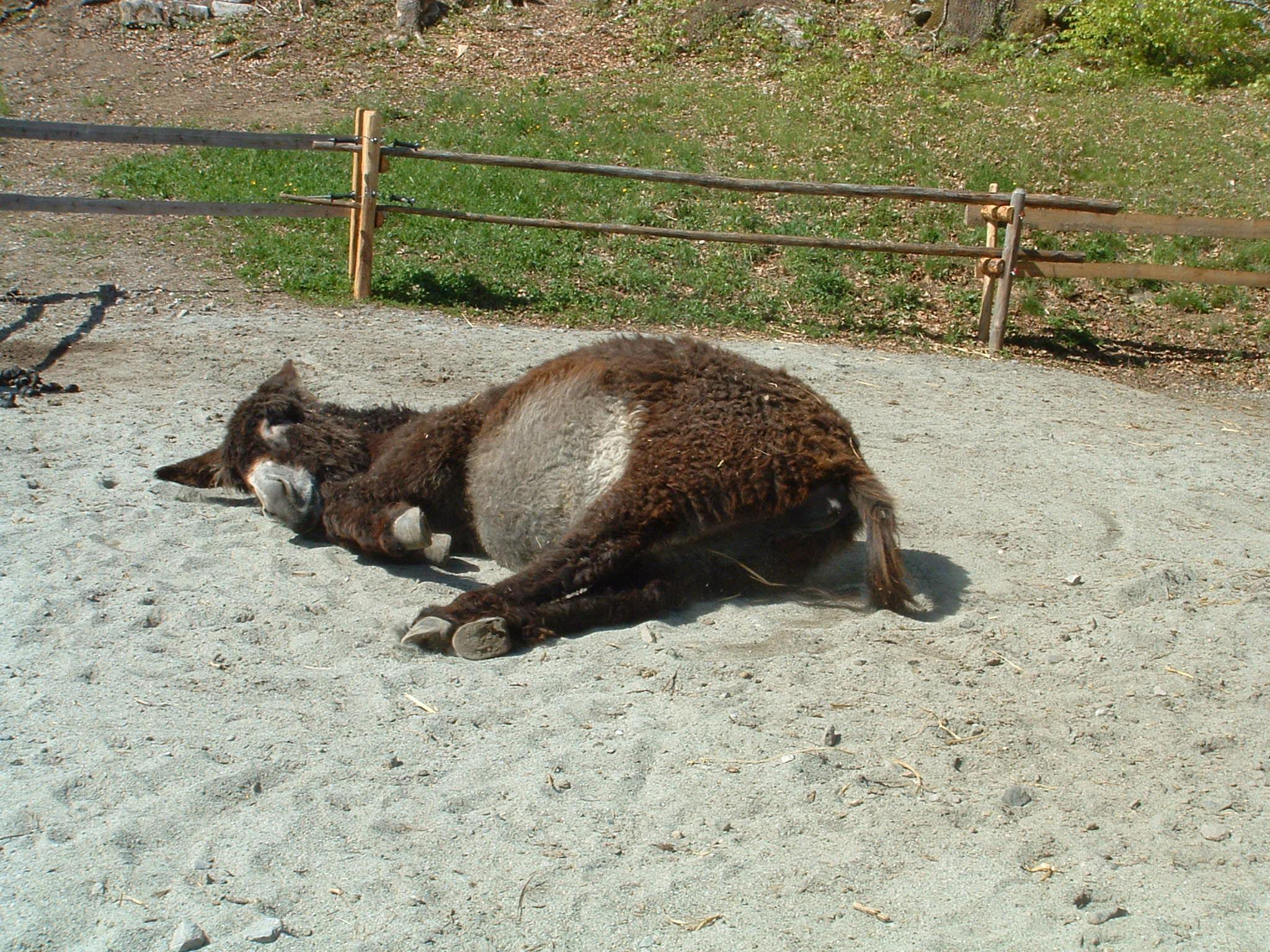
L'âne se roule volontiers pour se débarrasser de ses parasites.

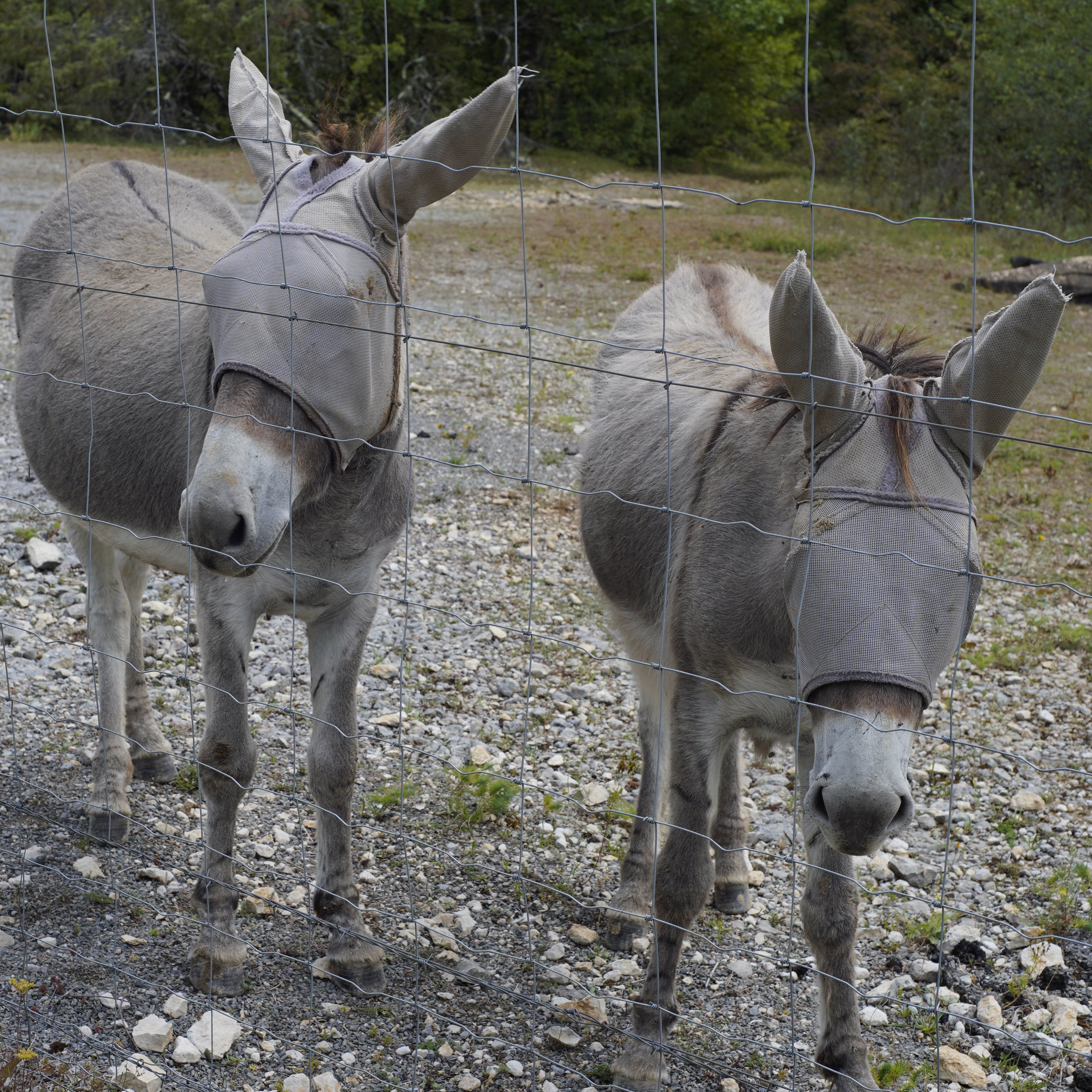
ânes portant un bonnet anti-mouches en France.

Sans être véritablement des parasites, divers insectes comme les mouches et les taons viennent importuner les ânes. Les parasites externes des ânes sont principalement les gales, les poux et les tiques qui peuvent parfois être porteuses de la piroplasmose. Lors du pansage, ces parasites peuvent être détectés sur la peau de l'animal. De plus, l'âne a l'habitude de se rouler régulièrement sur le sol pour, entre autres, se débarrasser de ses parasites,.
En broutant, l'âne ingère également bon nombre de parasites internes comme les ascaris, oxyures, strongles ou ténia. L'âne doit ainsi être vermifugé régulièrement, soit quatre fois par an, pour éliminer ces parasites.

## Dénominations et systématique

### Étymologie
De par son origine, l'âne n'a pas de nom indo-européen. Celui-ci est un héritage du Proche-Orient qui s'est répandu dans les langues européennes à partir du latin. Ainsi le latin asinus, dérivé du sumérien anshu, est passé dans l'ensemble des langues, sauf dans le roumain et le corse. Seul le « A » accentué est présent dans l'ensemble des langues, comme asino en italien, asno en espagnol et portugais, et âne en français.
Dans le langage familier, le terme « bourrique » est issu de l'espagnol borrico, dérivé lui-même du bas latin burricus désignant un petit cheval.

### Terminologie
« Âne » est le nom vernaculaire généralement donné aux animaux mâles. La femelle porte le nom d'ânesse et le petit, d'ânon. Un mâle reproducteur s'appelle un baudet. Le terme d'âne commun désigne en principe l'âne sans race, qui ne répond à aucun standard particulier.

### Sous-espèces

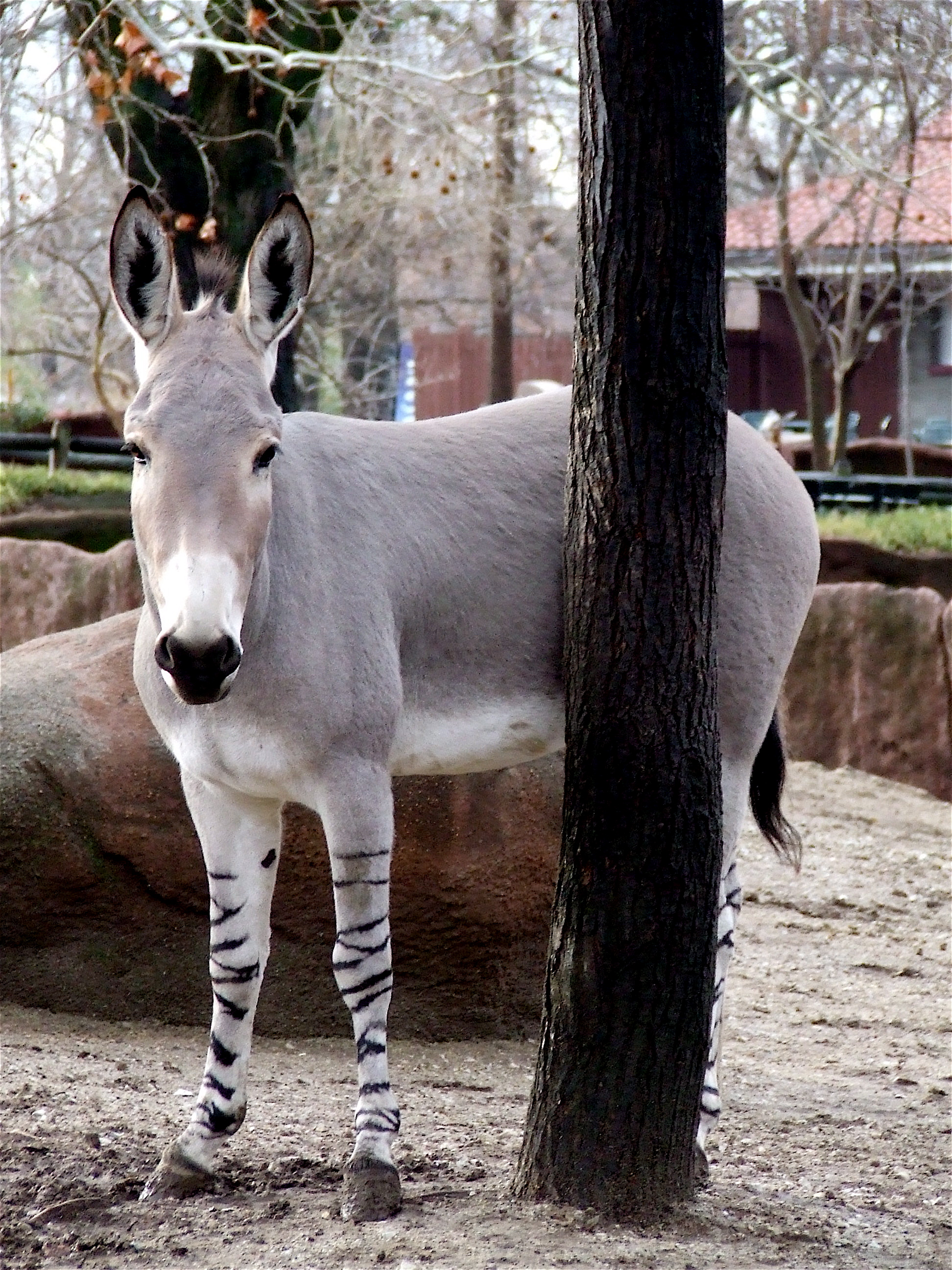
L'Âne sauvage d'Afrique (Equus africanus), ancêtre de l'Âne domestique.

Selon Mammal Species of the World (version 3, 2005)  (11 mars 2013), trois sous-espèces sont reconnues :
- Equus asinus africanus Heuglin & Fitzinger, 1866, l'âne sauvage de Nubie ;
- Equus asinus asinus Linnaeus, 1758, l'âne domestique ;
- Equus asinus somalicus P.L. Sclater, 1885, l'âne sauvage de Somalie.

Avec l'ajout éventuel de :
- † Equus africanus atlanticus Thomas, 1884, un âne sauvage d'Afrique du Nord.

## L'âne et l'homme

### Domestication

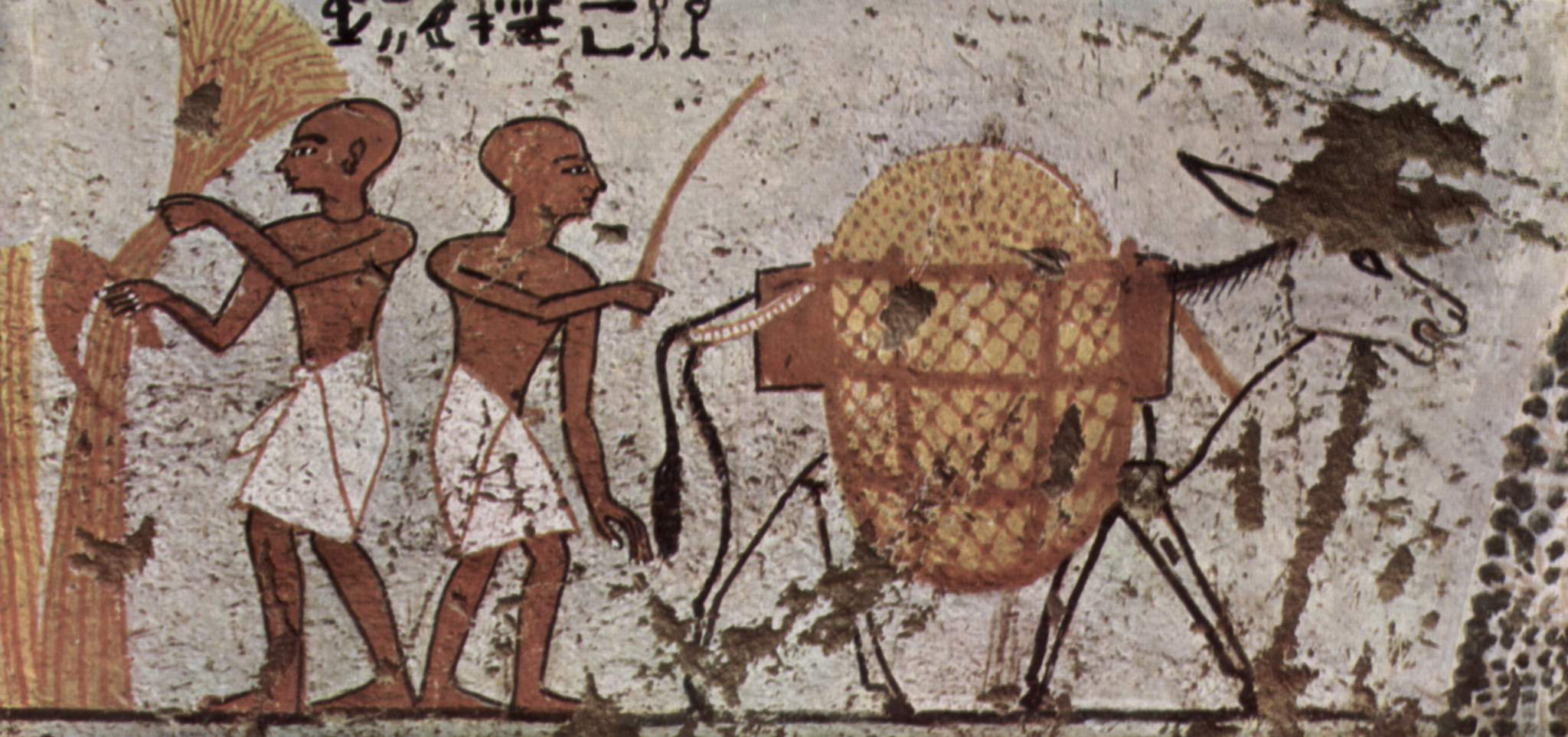
Un âne représenté sur une peinture égyptienne vers 1298-1235 av. J.-C.

Plusieurs études et recherches ont été menées pour déterminer la période et la localisation précise de la domestication de l'âne.
Il est communément admis que la domestication de l'âne remonterait à 5000 av. J.-C. dans la vallée du Nil,. Des chercheurs du CNRS du Laboratoire d'écologie alpine ont montré en 2004 par des études génétiques que c'est en Afrique du Nord-Est que l'âne commun (Equus asinus) aurait été initialement domestiqué. Les ancêtres de l'âne commun seraient ainsi l'âne sauvage de Nubie (Equus africanus africanus) et l'âne sauvage de Somalie (Equus africanus somaliensis). En 2007, des dépouilles d'âne retrouvées dans une tombe égyptienne à Abydos ont montré des déformations caractéristiques de leur squelette, secondaire à leur utilisation comme animal porteur et qui n'existent pas sur les ânes sauvages. En 2022, l'étude du génome de 207 ânes modernes, de 31 anciens et de 15 équidés sauvages conforte l'hypothèse d'un événement unique de domestication en Afrique vers 5000 av. J.-C., suivi d'une expansion (et d'isolements génétiques) en Afrique et en Eurasie puis de retours en Afrique.
L'âne est le premier équidé à avoir été domestiqué, et il a ainsi été utilisé très tôt pour le transport des individus et des biens. Mais cette domestication est bien postérieure à celles du bœuf, du mouton et de la chèvre qui datent, elles, des VIIe et VIIIe millénaires av. J.-C. Le cousin de l'âne, l'onagre, aurait été domestiqué à la même période en Mésopotamie pendant près de 3 000 ans, mais cette utilisation a ensuite brusquement cessé, l'onagre étant aujourd'hui revenu à l'état sauvage notamment au Turkménistan, en Iran et au Pakistan.

### Histoire

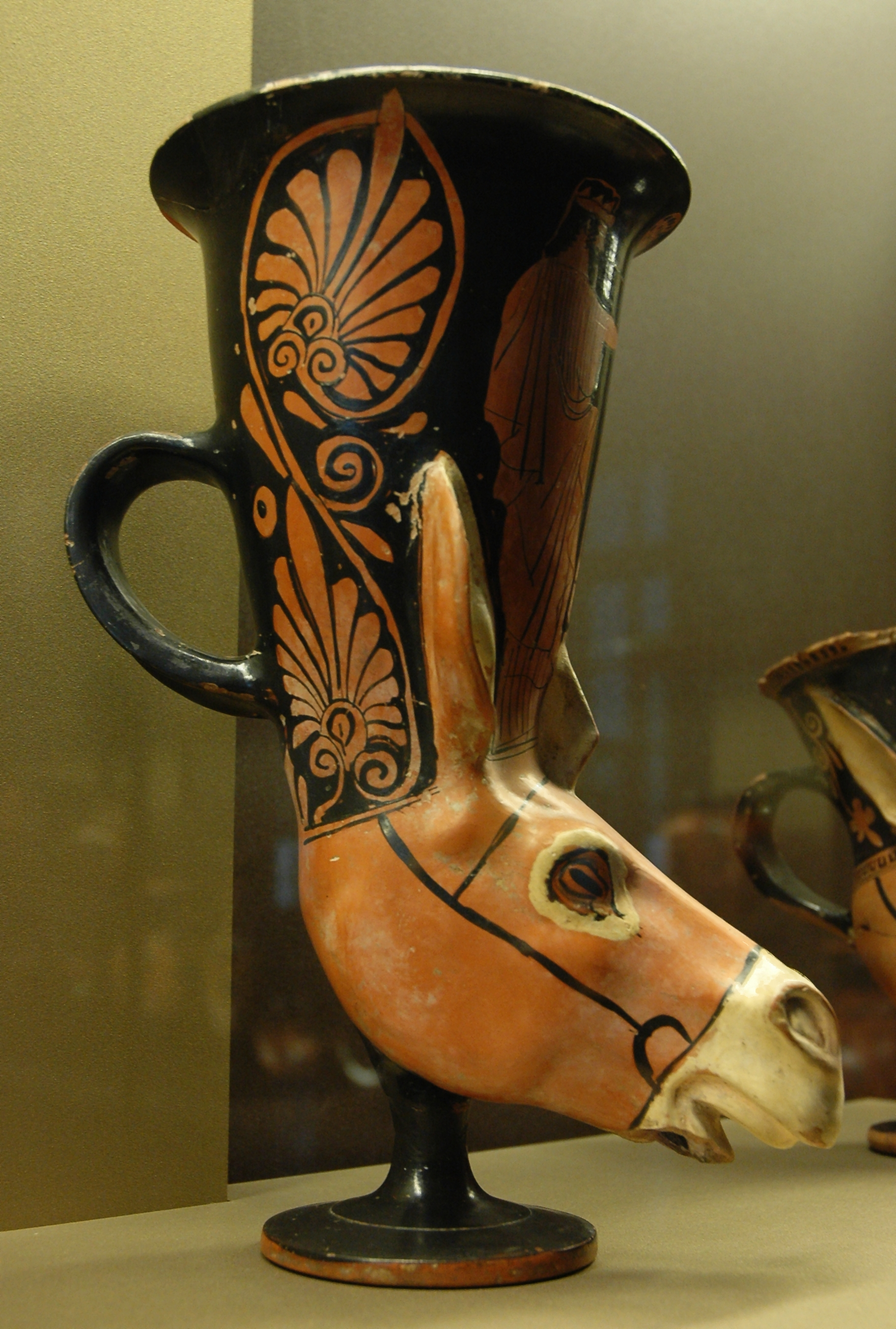
Un rhyton en forme de tête d'âne représentant Dionysos et une ménade.

Vers la fin du IVe millénaire av. J.-C., la présence de l'âne s'étend sur toute l'Asie du Sud-Ouest et le centre principal d'élevage s'établit en Mésopotamie vers −1800. L'élevage de grands ânes blancs, aptes à être montés, a rendu Damas célèbre, tandis que des éleveurs syriens ont développé au moins trois autres races, l'une étant particulièrement appréciée des femmes en raison de son allure confortable. Le Muscat ou l'âne du Yémen s'est également développé en Arabie.
Au cours du IIe millénaire av. J.-C., l'âne est introduit en Europe, probablement en même temps que la viticulture, l'âne étant associé dans la mythologie grecque au dieu du vin, Dionysos. Les grecs étendent le vin et l'âne à leurs colonies le long des côtes méditerranéennes, y compris dans celles qui correspondent de nos jours à des régions d'Italie, de France et d'Espagne. Les romains continueront à les disperser sur l'ensemble de leur empire. Ce sont ainsi ces derniers qui ont importé les premiers ânes en Grande-Bretagne. Jusqu'au haut Moyen Âge, la population asine reste néanmoins centrée sur le bassin méditerranéen. C'est plus tard qu'il a été introduit en Europe septentrionale où il a su s'adapter à un climat beaucoup plus froid même si sa nature ne l'y prédispose pas. Les premiers ânes sont arrivés en Amérique sur les bateaux du deuxième voyage de Christophe Colomb et ont été débarqués sur Hispaniola en 1495. Quatre ânes et deux ânesses font partie des animaux inventoriés. Leur présence assure la production de mulets pour les expéditions des conquistadors dans le continent. Les premiers ânes nord-américains peuvent avoir été les deux sujets amenés au Mexique par Juan de Zumárraga, le premier évêque de Mexico, arrivé le 6 décembre 1528, tandis que les premiers ânes à atteindre ce qui est maintenant les États-Unis peuvent avoir traversé le Rio Grande avec Juan de Oñate en avril 1598
. L'espèce asine se répand en Amérique du Nord à partir du XVIIIe siècle, mais sa véritable expansion se situe au XIXe siècle avec la ruée vers l'or, l'âne devenant le compagnon indispensable des chercheurs d'or. En Europe, et plus particulièrement en France, l'âne et le mulet sont très utilisés jusqu'au lendemain de la Première Guerre mondiale. L'arrivée de la motorisation et la mise à disposition de tracteurs par le plan Marshall ont amené une réduction très importante des effectifs asins sur le territoire.

### Élevage
La population asine ne présente pas une répartition homogène dans le monde. La plupart des ânes vivent dans les régions semi-arides et montagneuses. Si la population asine mondiale est en croissance depuis les années 1960, il existe de grandes différences en fonction des pays, certains présentant des augmentations significatives et d'autres d'importantes diminutions. L'Afrique présente ainsi une croissance de sa population asine assez forte, alors que l'Europe a vu la sienne décroître très fortement. Le cheptel mondial asin a été estimé à 44 millions en 1996 et à 41 millions en 2006.

Comme pour de nombreuses espèces animales élevées par l'homme, il existe des races spécifiques chez l'âne. La très grande majorité des ânes ne possèdent pourtant pas de race définie, et c'est dans ce sens que le terme d'âne commun est généralement employé.
Les ânes sont en très grande majorité utilisés pour le travail. Plus de 95 % d'entre eux seraient élevés dans ce but. Leurs principaux rôles auprès des hommes restent le transport de marchandises et de personnes.

#### Les différentes races

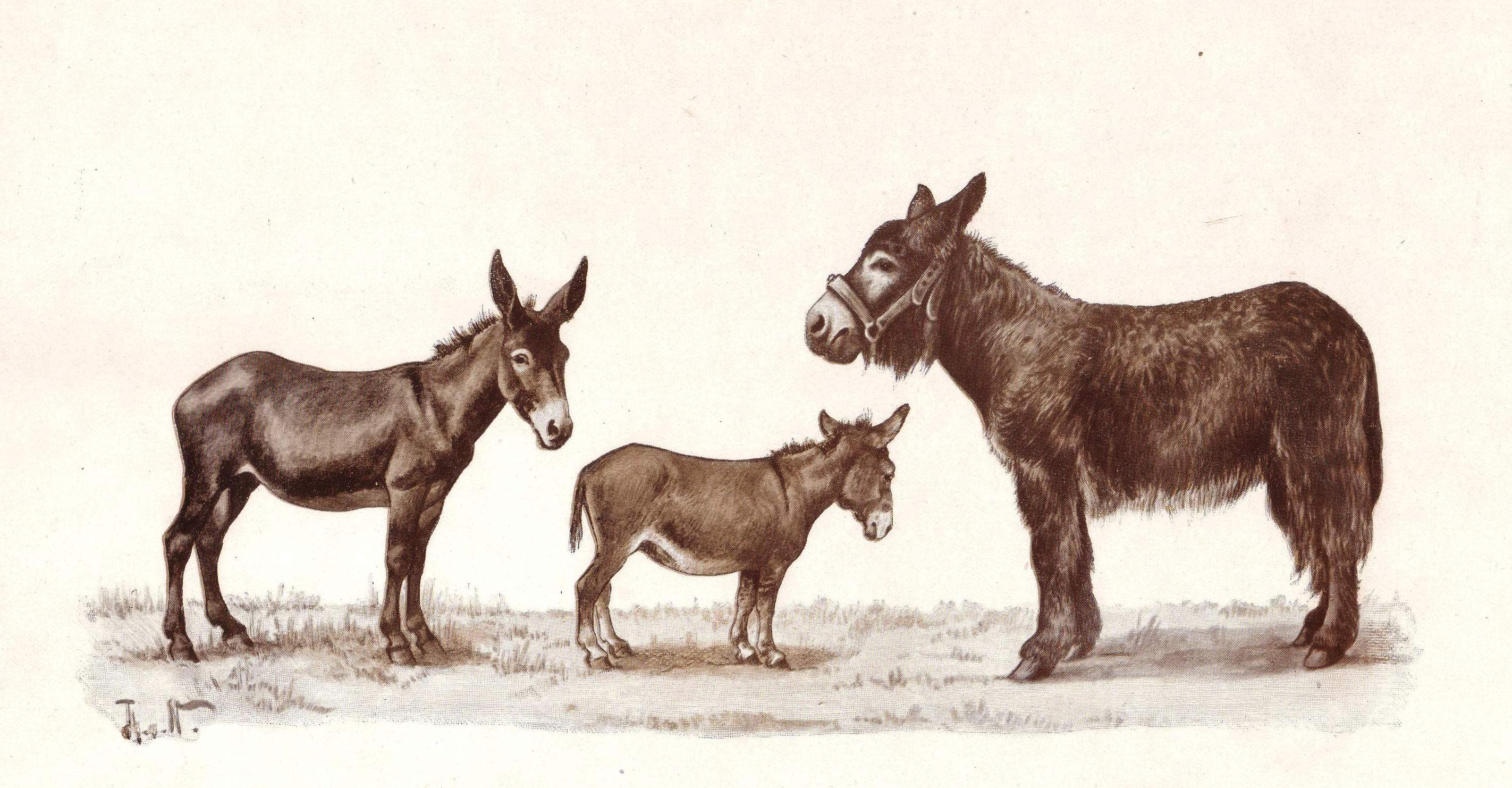
Trois différentes races d'âne venant respectivement de Hongrie, d'Allemagne et de France.

L'âne commun au sens propre, c'est-à-dire sans race définie, représente une grande part des Equus asinus du monde entier, en particulier en France où 90 % de cheptel asin est sans race. Il existe de nombreuses races asines dans le monde entier. On dénombre en 2008 185 races asines reconnues de par le monde, certaines étant déjà éteintes : 51 en Europe, 26 en Afrique, 32 en Asie et dans le Pacifique, 24 en Amérique du Sud et dans les Caraïbes et 47 au Proche-Orient.
Les besoins des hommes ont façonné au cours des siècles ces races, privilégiant certaines qualités morphologiques pour obtenir des sujets homogènes. Les standards morphologiques actuels en sont le résultat.

L'âne étant un animal de travail dans de nombreux pays et sa population mondiale étant en croissance, c'est dans les pays où la population asine a fortement diminué que la notion de race a une grande importance.

Dans les années 1990, un véritable regain d'intérêt pour l'espèce asine a vu le jour en Europe, et les différentes races régionales se sont vues protégées, organisées au sein d'association et reconnues dans leurs différents pays,.

Plus que des standards morphologiques, ces races répondent au souhait de poursuivre les efforts des anciens éleveurs. Transmettre les traditions issues de la richesse des territoires ruraux, c'est également perpétuer un patrimoine génétique et de biodiversité.
En France, avant les années 1990, le Baudet du Poitou était la seule race asine reconnue auprès des Haras nationaux. Le travail réalisé par les associations régionales ces trente dernières années ont permis d'en faire reconnaître six supplémentaires : l'âne des Pyrénées, le Grand noir du Berry, l'âne normand, l'âne du Cotentin, l'âne de Provence, et l'âne Bourbonnais. L'âne corse est en cours de reconnaissance, une démarche ayant été entamée dans ce sens en 2010. La communauté scientifique ne reconnaît pas l'existence de toutes ces races, l'âne du Poitou et l'âne Catalan étant, d'après leurs analyses, à l'origine de toutes les autres races asines de France.

#### Utilisations de l'âne
L'âne domestique a longtemps eu les mêmes fonctions que le cheval mais il était moins coûteux car il se contentait de peu sur le plan alimentaire ; les paysans les plus pauvres le préféraient donc au cheval, d'où son surnom de « cheval du pauvre ». Il est aujourd'hui toujours utilisé pour le transport et l'agriculture, notamment en Afrique, mais il se découvre également de nouvelles activités dans les pays les plus industrialisés, où n'étant plus reconnu comme un animal de travail, il occupe de plus en plus la place d'un compagnon de loisir.

##### Transport

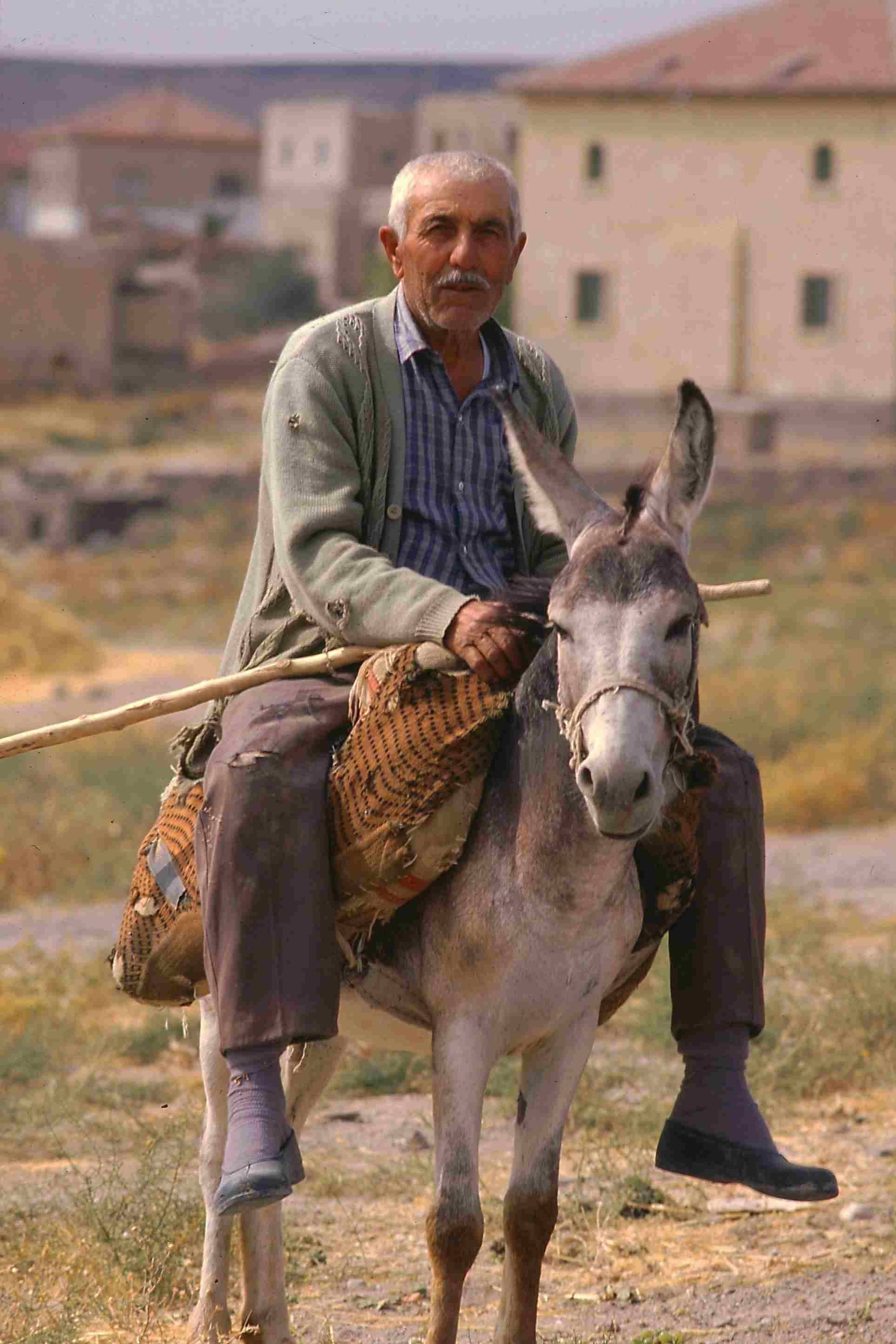
Un paysan de Cappadoce et son âne.

Attelé, monté ou bâté, l'âne est depuis tout temps utilisé comme moyen de transport. En Afrique, il sert surtout au transport avec des charrettes et pour le bât. Il contribue à véhiculer d'une région à l'autre les produits. Si par le passé les caravanes du Sahel transportaient la cola et les épices, l'âne est aujourd'hui utilisé dans des activités plus domestiques comme le transport du bois, des intrants agricoles et du fumier, de l'eau et des produits de la récolte. L'âne est également monté en milieu rural. Il assure ainsi le gardiennage des autres animaux et les déplacements de marchandises diverses.

##### Agriculture

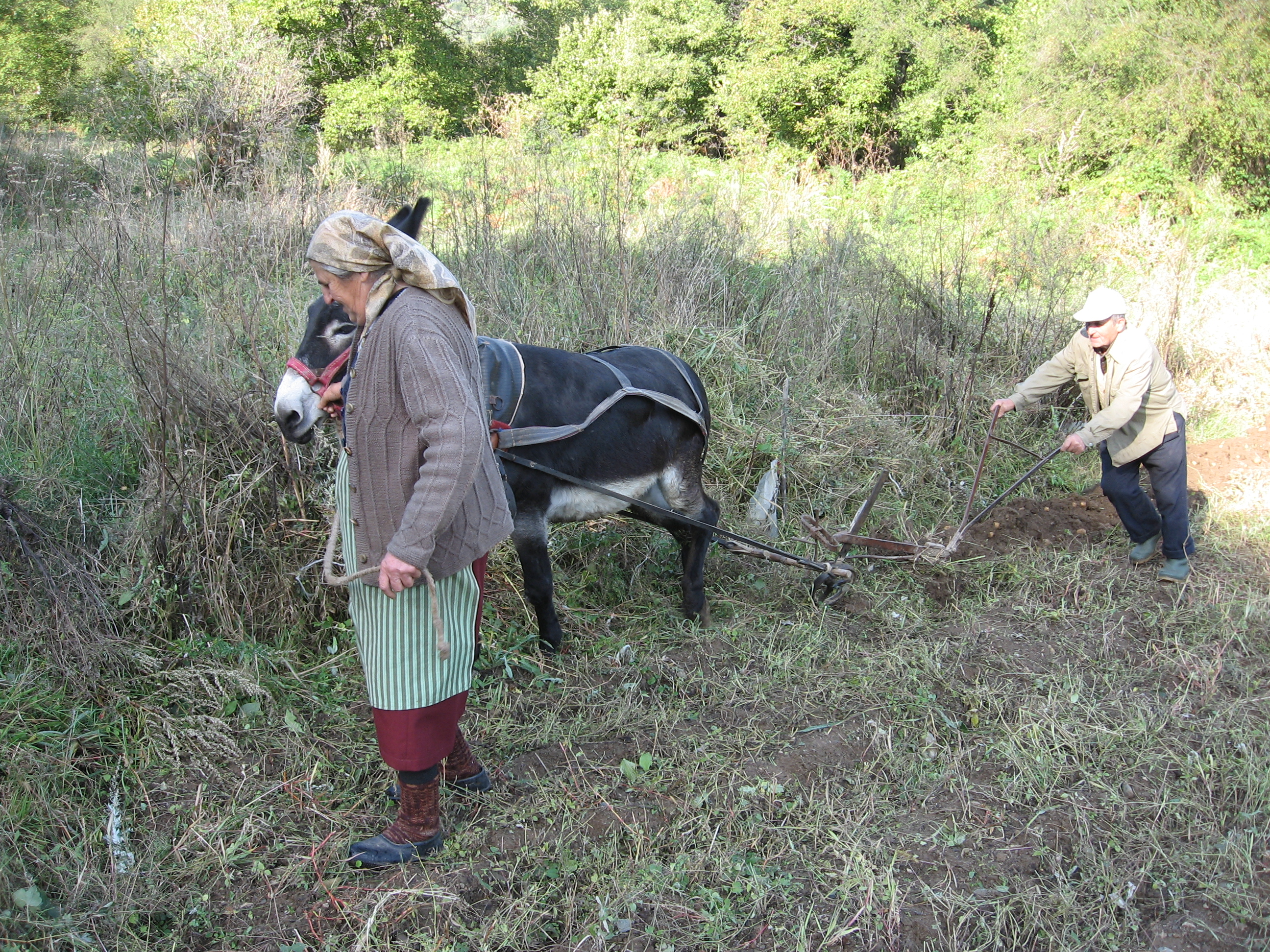
Âne utilisé dans les travaux agricoles en Bulgarie.

Dans l'agriculture, il est surtout utilisé dans le sarclage, activité demandant un faible effort de traction. L'âne étant un animal se menant difficilement à plusieurs, il est rarement utilisé en attelages multiples alors que sa force de traction est supérieure à celles des bovins,.

L'âne commun est aussi un atout dans la valorisation des surfaces à très fort handicap naturel. On l'utilise ainsi dans les vignes escarpées mais également dans les exploitations maraichères, notamment en agriculture biologique. Dans les zones écologiquement sensibles, il est également recherché pour ses qualités de débroussailleur.

##### Alimentation humaine
Le lait d'ânesse est utilisé depuis l'antiquité, tout d'abord pour ses vertus cosmétiques, puis à des fins médicinales et en substitution du lait maternel. Il est en effet considéré comme le lait le plus proche de celui de la femme.
La viande d'âne est peu courante. Interdite dans le judaïsme et l'islam, elle n'était pas plus consommée en Occident, à l'exception des régions les plus pauvres ou bien par temps de guerre. De nos jours, seule l'Italie reste un consommateur régulier de viande d'âne. Elle fait partie de la gastronomie italienne et est utilisée dans la cuisine régionale pour la confection de saucissons et de mortadelles.

En France, sa vente est liée à l'essor du tourisme rural et au goût pour le terroir et son folklore; un folklore parfois bien peu authentique et créé de toutes pièces dans un but commercial.

##### Loisirs

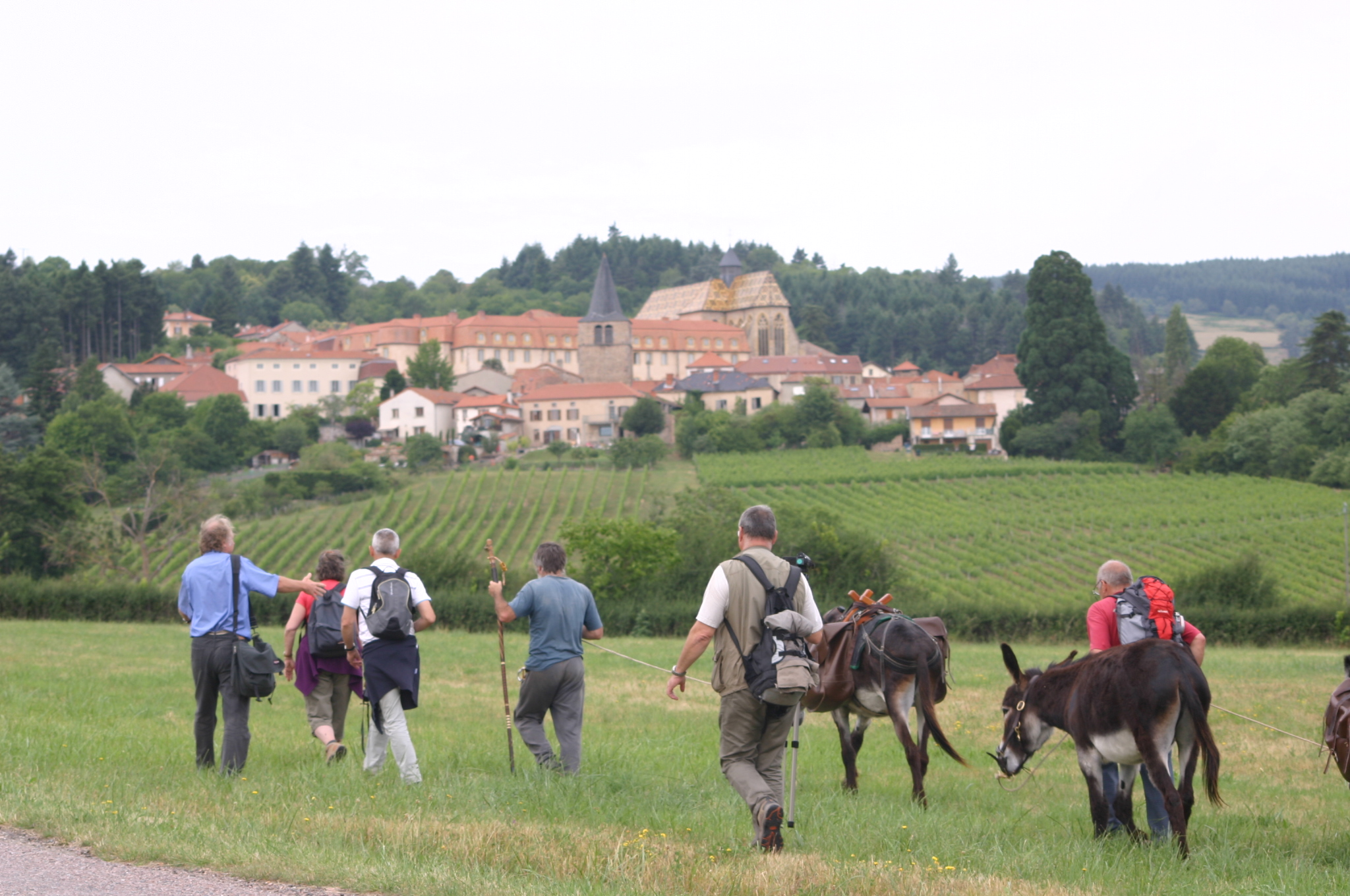
Randonnée avec des ânes vers Ambierle en France.

Les activités de loisirs se sont développées dans les pays où l'âne n'est plus considéré comme un outil de travail ou une bête de somme. La randonnée avec un âne est ainsi un loisir de plus en plus populaire. Au cours de ces randonnées, l'âne assure le transport des affaires des randonneurs et également le portage des jeunes enfants. Un âne peut raisonnablement porter une charge oscillant entre 50 et 60 kg sur un parcours ne dépassant pas les 30 km. Dans le massif cévenol, cette utilisation touristique trouve son inspiration dans un livre de Robert Louis Stevenson, Voyage avec un âne dans les Cévennes.
L'attelage de loisir et de compétition est également un loisir en plein développement. Avec un dressage bien mené et un harnachement adapté, l'âne peut participer à des compétitions en tous points semblables à celles organisées pour les chevaux.
L'âne peut aussi être utilisé en équitation de loisir, tout comme le cheval. Cependant, si tout âne est capable de supporter le poids d'un enfant, seuls certains types d'ânes peuvent être montés par des adultes pour une équitation régulière. L'âne de selle doit ainsi posséder certaines qualités physiques et mentales pour répondre à cette utilisation. Il s'agit généralement d'animaux de grande taille, présentant un dos court et des membres épais. Répondant à ces caractéristiques, le Grand noir du Berry est une race d'âne adaptée à la selle.

##### Activités thérapeutiques
L'âne peut également être utilisé comme auxiliaire à des fins thérapeutiques. L'asinothérapie se rapproche ainsi de l'équithérapie avec laquelle elle partage de nombreux points communs par le fait même qu'il s'agit de travailler avec des équidés. Mais l'âne possède des particularités psychologiques et physiques qui le différencient du cheval dans l'approche thérapeutique. C'est un animal très sensible avec un fort besoin de contact qui cherche dans l'humain moins un guide qu'un compagnon. Plus prudent, il a besoin de tisser une relation avant d'accorder sa confiance. Sa morphologie le différencie aussi du cheval dans l'approche thérapeutique. Moins confortable, il se prête plus aux randonnées pédestres qu'à être monté. Son rôle est celui de médiateur entre la personne handicapée et le personnel soignant.

#### Soins

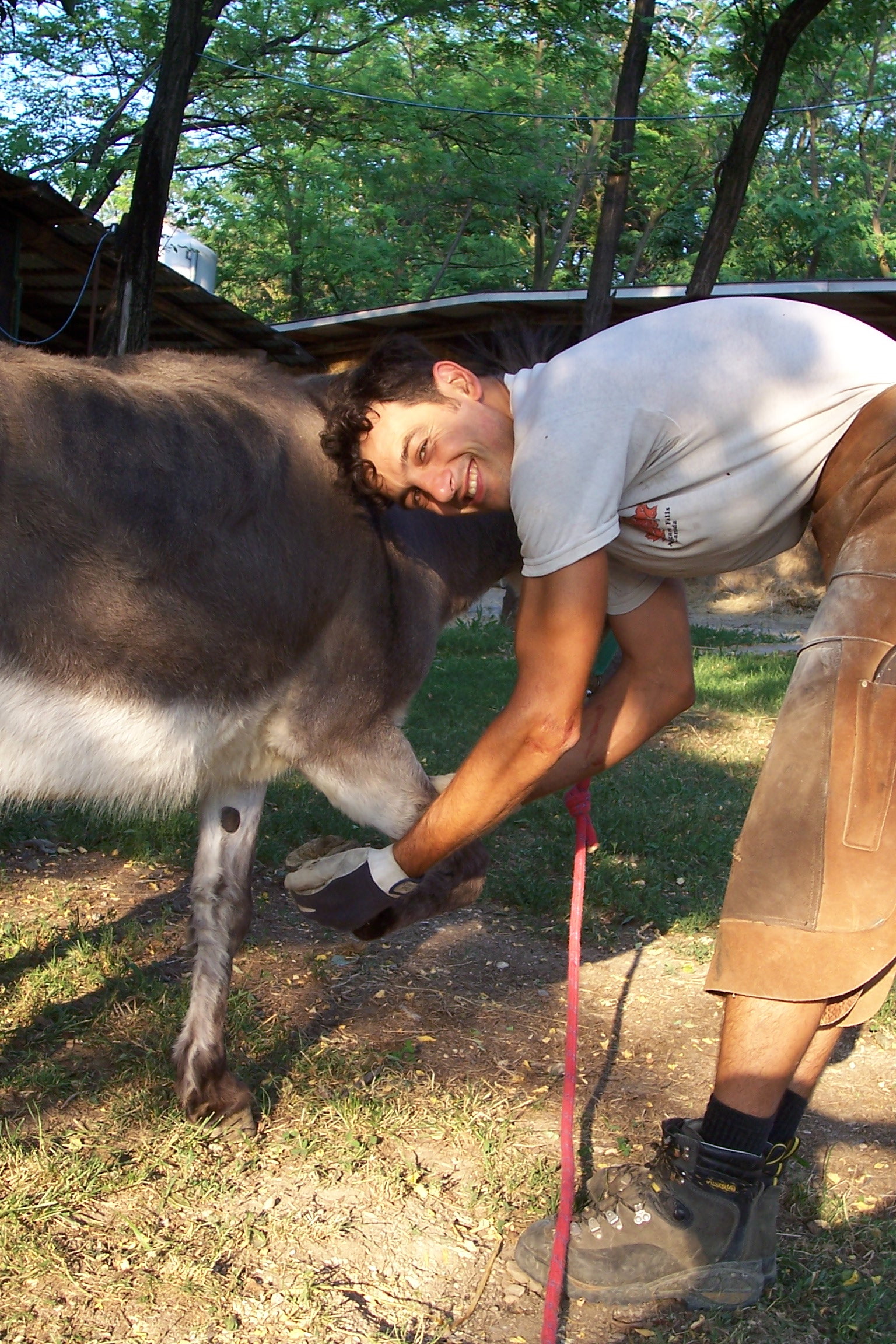
Maréchal-ferrant parant un âne.

L'âne commun est un animal rustique et robuste, et il a la réputation d'être très rarement malade. Néanmoins, tout comme le cheval, il nécessite des soins particuliers permettant d'assurer sa santé et son bien-être. Ces soins sont à pratiquer au quotidien, comme le pansage, ou en fonction des conditions climatiques, comme la tonte ou la douche. Les pieds doivent aussi faire l'objet d'un soin tout particulier. Si l'âne est rarement ferré, sauf dans le cas où le travail quotidien de l'animal le nécessite, ses pieds doivent néanmoins être parés régulièrement,. La vaccination contre la grippe équine est obligatoire, tout comme celle contre la rage dans les départements déclarés infectés, et il est souvent recommandé de faire vacciner son âne contre le tétanos et la rhinopneumonie. Pour lutter contre les parasites, un vermifuge doit être administré régulièrement. Enfin l'entretien des boxes et des pâtures est nécessaire au confort de l'animal. Quel que soit le mode d'hébergement retenu, l'âne doit pouvoir avoir accès facilement à l'eau et à la nourriture, et également à des sorties quotidiennes afin d'éviter coliques et fourbures.

### Marronnage

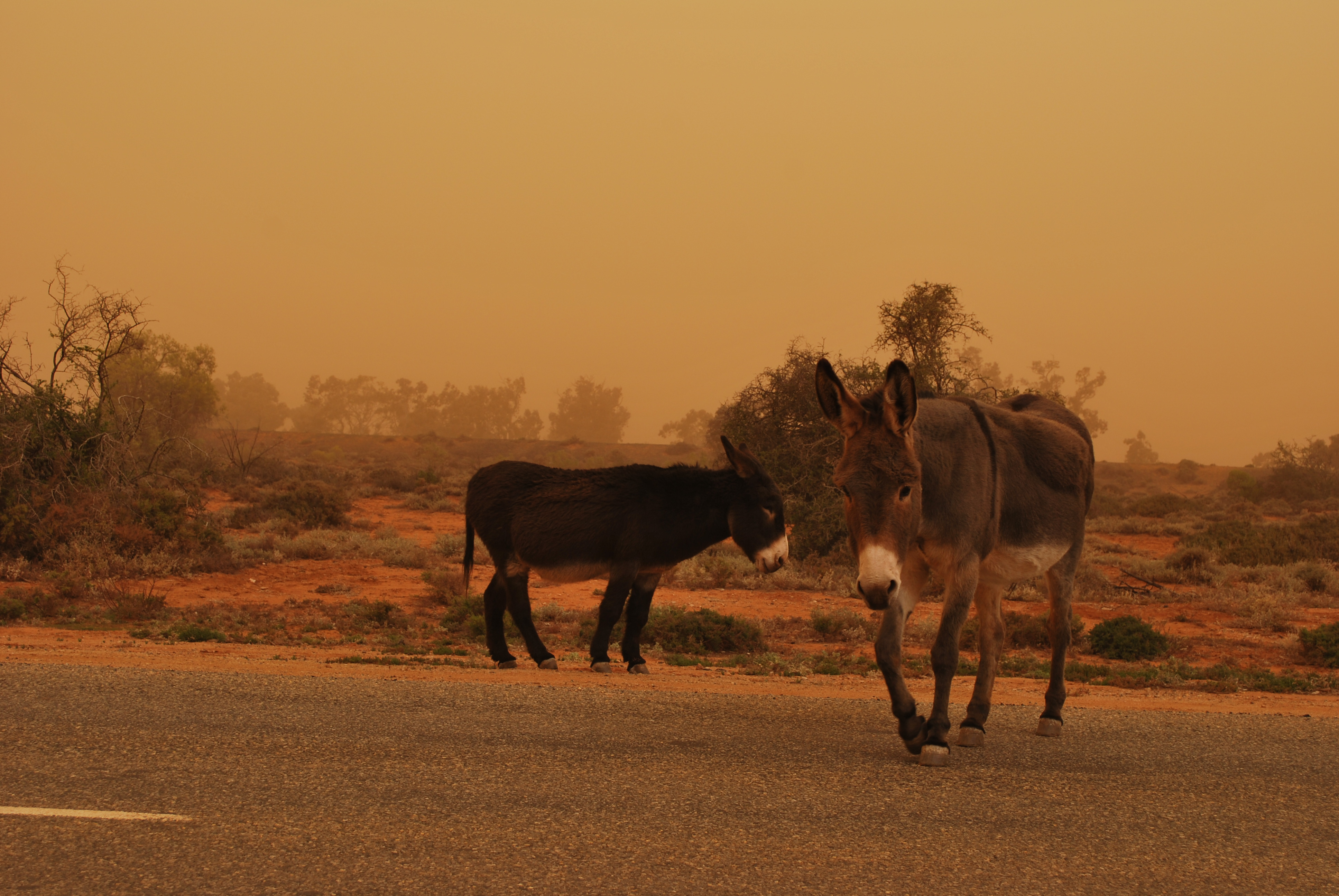
Ânes évoluant librement sur une route en Australie.

Tout comme les chevaux, les ânes demeurent capables de retourner à l'état sauvage et de former des troupeaux. Ce phénomène est particulièrement caractéristique de la colonisation des nouveaux mondes. Les exemples les plus importants concernent donc l'Amérique et l'Australie. Les ânes dont l'homme n'a plus l'utilité sont abandonnés et se multiplient à l'état sauvage. Les conséquences du marronnage peuvent être dramatiques sur l'environnement puisque les populations redevenues sauvages menacent les pâturages des troupeaux domestiques, transportent des maladies, endommagent la végétation et causent l'érosion des sols,. En Australie, on dénombre en 2007 près de 5 millions d'ânes sauvages.

## Culture associée à l'âne commun

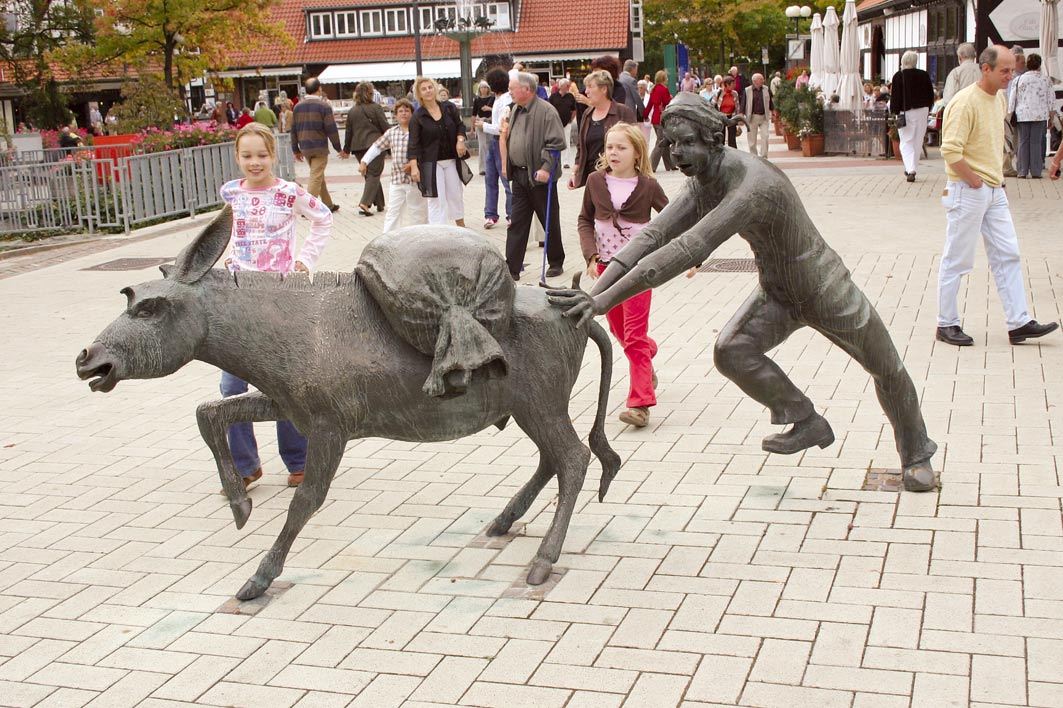
Statue d'un âne portant un sac de sel, emblème du village allemand Bad Sassendorf.

Compagnon de l'homme depuis les temps les plus anciens, l'âne a très tôt été utilisé comme symbole. Mais c'est un animal à la symbolique ambiguë. Il peut en effet soit représenter le Bien (et ses attributs sont alors l'humilité et la patience), soit le Mal (et ce sont alors les adjectifs têtu, bête et borné qui le caractérisent).

En Égypte antique, il est associé au dieu Seth, à la couleur rouge et à l'esprit du mal. Le christianisme tient l'âne en estime, lorsqu'il est représenté dans la Crèche ou lorsqu'il porte Jésus entrant à Jérusalem sur la même monture que le roi Salomon, mais l'associent à la lubricité et à l'obscénité.

Dans la langue française, de nombreuses expressions et proverbes font référence à l'âne, censé incarner l'ignorance, la bêtise, la folie, la disgrâce, la débauche, l'hébétude et l'entêtement.

Cet animal est abondamment représenté dans l'ensemble des arts. C'est notamment le cas en littérature, où l'âne apparaît depuis les temps les plus anciens. Il figure plus d'une fois dans les Fables d'Ésope et tient le premier rôle dans les Métamorphoses d'Apulée. Concernant la littérature française, on peut citer Jean de La Fontaine, la comtesse de Ségur, Victor Hugo, Alphonse Daudet ou encore Joseph Kessel.

On le retrouve en peinture dans les sujets bibliques ou dans des scènes de vie rurale.

Plus récemment, il trouve aussi sa place au cinéma, et ce, aussi bien dans les films dramatiques comme dans Au hasard Balthazar, que dans les films d'animations avec le personnage de l'Âne dans Shrek.

Enfin, il est présent en musique comme dans la chanson d'Hugues Aufray, Le Petit Âne gris.